# Tourbière ombrotrophe

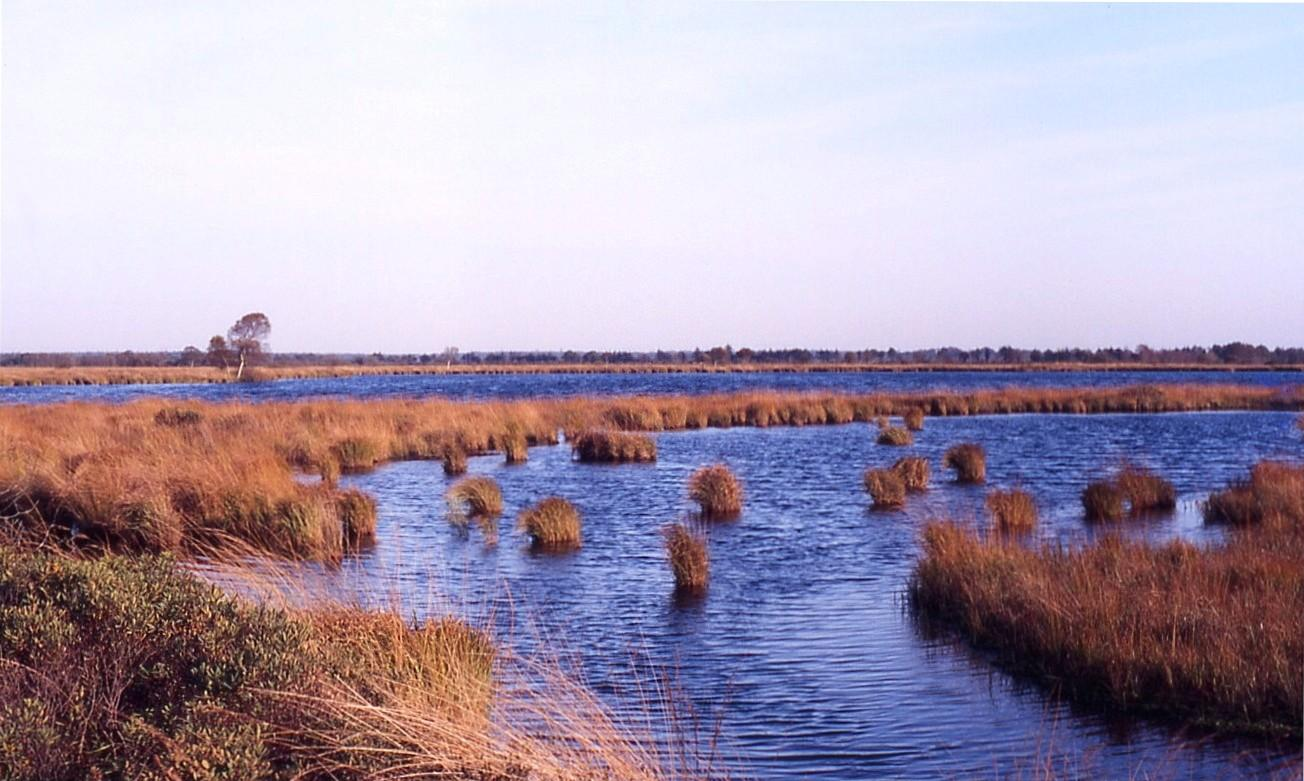
La réserve naturelle appelée « Ewiges Meer », un marais ombrotrophe de Frise orientale.

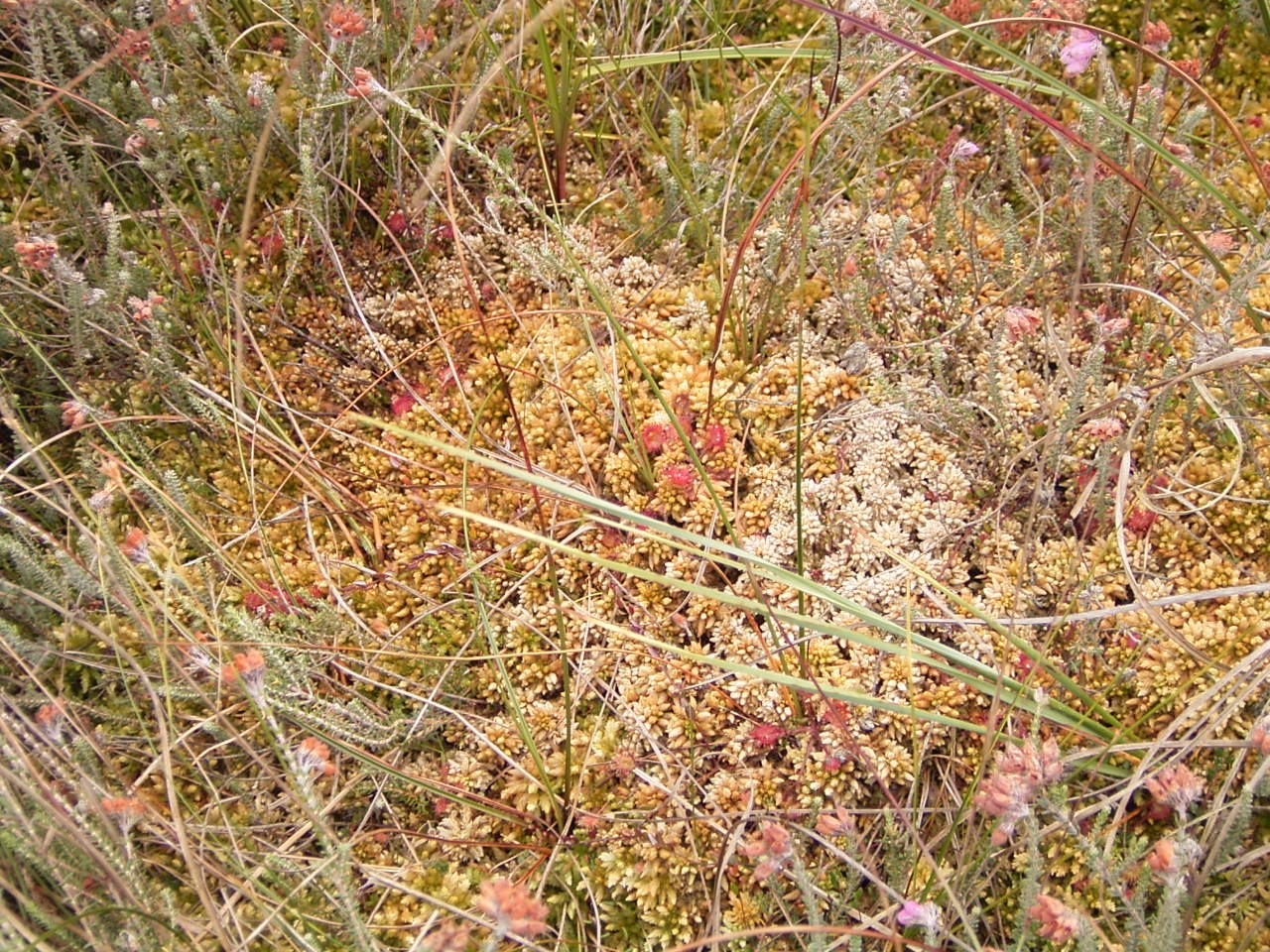
Mousses formant la couverture végétale de la motte centrale surélevée d'une tourbière ombrotrophe.

On appelle tourbière (ou mare) ombrotrophe, ou tourbière haute, une zone humide acide et pauvre en minéraux, où flore et faune se sont adaptées à ces conditions extrêmes. Au contraire des marécages ou des tourbières minérotrophes, les tourbières ombrotrophes sont alimentées exclusivement par les précipitations, le brouillard et la fonte des neiges (« ombrotrophie »), ainsi que par les sels minéraux transportés par le vent : en cela, elles représentent un type de zone humide spécifique sur le plan hydrologique, écologique et génétique, dont les mousses, accumulées et régénérées au fil des siècles et des millénaires, jouent un rôle essentiel dans la formation de la tourbe.
Les tourbières ombrotrophes sont menacées aussi bien par l'exploitation de la tourbe que par la profusion des sels minéraux relargués par l'environnement (agriculture, industrie). Il n'y a aujourd'hui plus beaucoup de tourbières ombrotrophes encore actives dans les pays peuplés d'Europe occidentale : on en trouve encore de petites surfaces dans les moyennes montagnes d'Europe moyenne comme dans le sud de la Belgique (Wallonie), dans le Jura et le Massif central en France, en Allemagne, alors qu'elles sont devenus très rares et ponctuelles en plaine. Elles couvrent cependant encore de très grandes surfaces dans les régions boréales : Europe du Nord, Russie, Canada et Alaska.

## Terminologie
Le fait qu'un marais ou une tourbière soit exclusivement alimenté en eau par les précipitations implique l'absence de ruissellement, donc le fait que cette zone humide se forme plutôt sur une hauteur. Les tourbières sèches ressemblent à ces landes que l'on rencontre dans certaines régions vallonnées, d'où la désignation de « tourbière haute », qui ne désigne, à proprement parler, que les marais lenticulaires du nord-ouest de l'Allemagne (appelés là-bas Hochmoore). Ces marais, loin de bénéficier des sels minéraux qu'on trouve ordinairement dissous dans les eaux de ruissellement ou les eaux souterraines, sont exclusivement alimentés par les précipitations. Le terme de « mare ombrotrophe » regroupe ainsi tous les marécages plus ou moins clairement délimités, caractérisés par une carence en sels minéraux et les conséquences qu'elle comporte.

## Formation et constitution

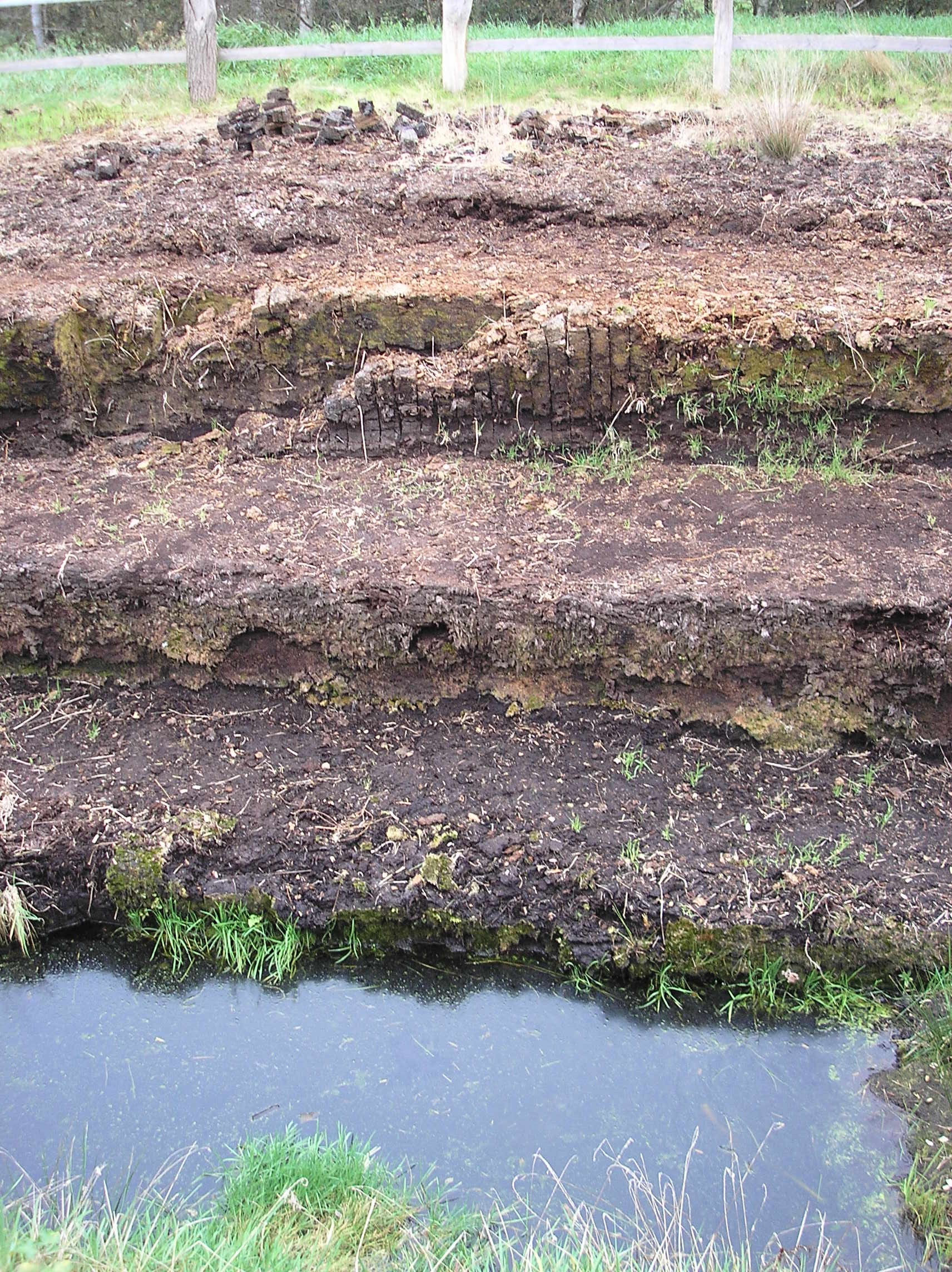
Stratification d'une tourbière : humus, tourbe claire et tourbe noire (vue de dessus)

Une tourbière ombrotrophe a besoin, pour croître et subsister, d'un climat tempéré humide. L'apport en eau des précipitations doit au moins compenser les pertes par ruissellement et évapotranspiration. En outre, les pluies doivent survenir toute l'année à intervalles réguliers.
Les tourbières ombrotrophes d’Europe apparaissent il y a 11 000 ans (début de l’Holocène) avec la fin de la dernière glaciation. Selon leur origine, on les qualifie tantôt de « tourbière de laisse » ou de « tourbière superficielle » de nappe. Les premières naissent de l’eutrophisation de lagunes ou de l’assèchement des délaissés de cours d’eau (cf. l'illustration de droite). Il se forme d'abord une zone humide dans les points bas sous l'effet de capillarité des eaux souterraines (eaux minérales). La carence en dioxygène et l’acidité élevée d'un substrat humide en permanence font obstacle à la décomposition des végétaux morts et conduisent à la formation de tourbe. C'est ainsi que ces tourbières se développent très lentement à partir du fil de la nappe, d'où ce terme de tourbière superficielle. Une fois que la tourbe, par exhaussements successifs, se détache de la frange capillaire de la nappe, dans un second stade une tourbière ombrotrophe se développe, ce qui signifie que désormais la croissance de la tourbière n'est plus conditionnée que par les apports éoliens en sels minéraux et les apports en eau de pluie. Les tourbières superficielles, au contraire, se développent directement en allant chercher les sels minéraux dans le sous-sol lorsqu'ils sont absents en surface, sans procéder d'une tourbière initiale (cf. l’illustration schématique à gauche) ; elles naissent, soit lorsque des sols minéralisés antérieurement asséchés (par ex. à la suite d'un défrichement, un changement climatique ou un tarissement) viennent à être réhydratés, soit par empiètement d’une tourbière haute sur les sols avoisinants. La formation d’une tourbière haute est un processus extrêmement lent qui, même dans les conditions les plus favorables et les plus stables, peut prendre des siècles voire des milliers d'années. Outre les deux variétés déjà mentionnées, il existe des « tourbières de transition » ou « tourbières tremblantes », qui regroupent des zones particulières des tourbières hautes et basses (cf. l'article zone humide).
Les principaux producteurs de tourbe sont, par leur décomposition, les sphaignes sans racines, dont la croissance verticale est très lente. Diverses espèces de sphaignes interviennent, selon la localisation géographique. La croissance d’une couche de tourbe n'est que d'environ un millimètre par an.

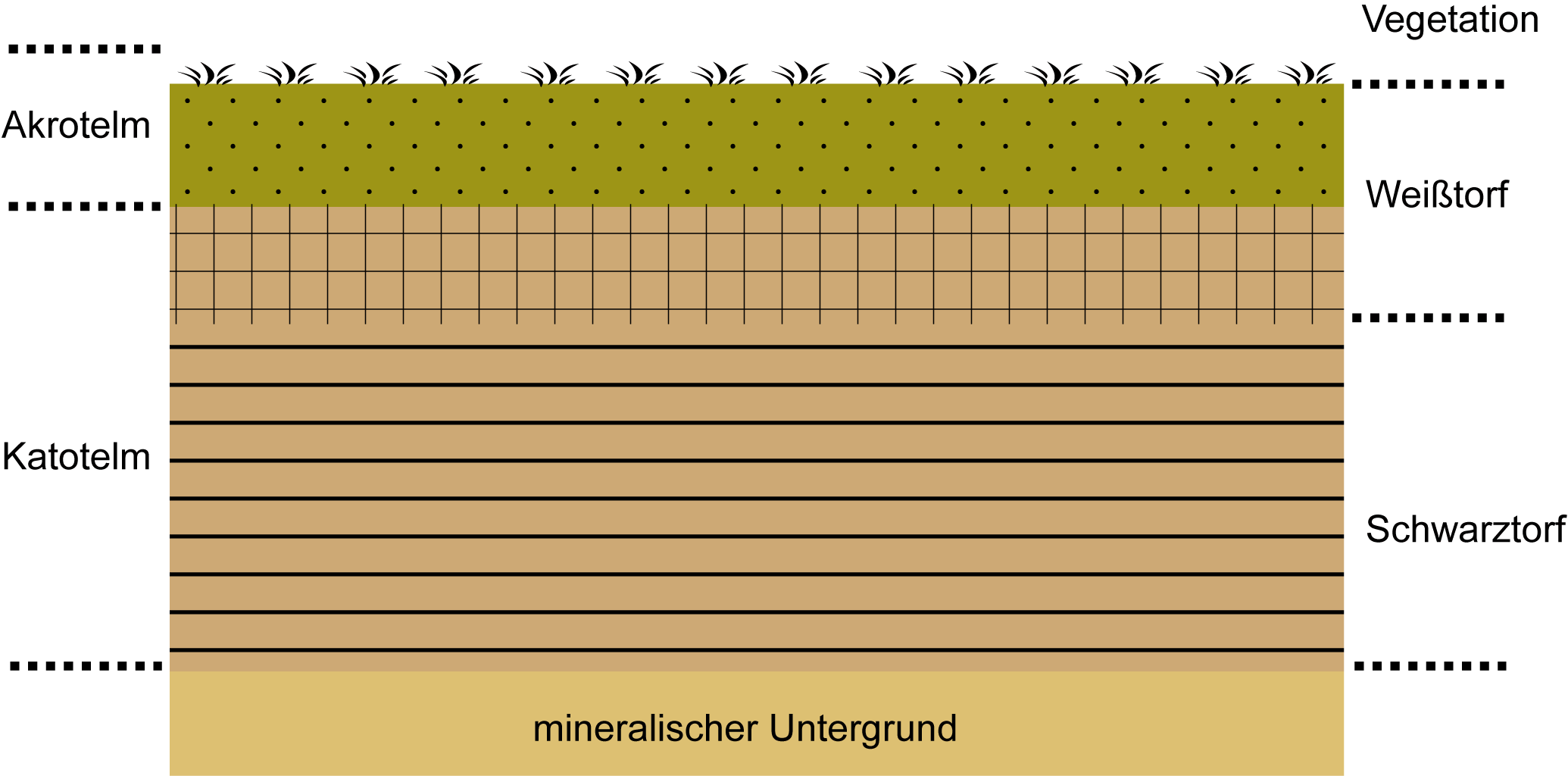
Développement d'une tourbière ombrotrophe.

On distingue deux horizons dans les tourbières en formation : l’« acrotelme » (du grec: ákros = élevé ; telma = mare), qui est la couche supérieure, comprend la partie végétalisée et le fond de la mare. C'est là que le cycle développement-décomposition des végétaux apporte au milieu les substances organiques nécessaires à la croissance de la couche de tourbe. Le catotelme (du grec : kato = sous) est la couche saturée en eau, pauvre sur le plan biologique. On le considère même comme l’horizon tourbeux d’une couche géologique du sous-sol en raison de la lenteur des processus de pédogenèse encore actifs. Dans les tourbières, la couche superficielle est fréquemment qualifiée de tourbe claire, car elle consiste pour l'essentiel en tourbe de teinte jaune clair soutenu. Les couches inférieures sont qualifiées de tourbe noire, car la tourbe y est humifiée et prend une teinte noir-brun foncé où les brins de végétaux intacts sont encore bien visibles.

## Morphologie et morphodynamique
La formation de tourbières hautes est conditionnée par le climat, et particulièrement par le volume des précipitations et le degré hygrométrique, eux-mêmes directement tributaires de la température. En outre le relief est travaillé par le dessin des chenaux d'exhaure et donc la forme des tourbières hautes. Il en résulte une délimitation géographique des zones propices à la formation de ces milieux. On trouve ainsi des conditions favorables surtout en Amérique du Nord (Canada, Alaska), en Europe du Nord et dans l’ouest-sibérien, en Amérique latine (dans le bassin de l'Amazone et, bien plus au sud, en Terre de Feu), enfin dans le Sud-est asiatique. Les tourbières, tous types confondus, y recouvrent au total 4 000 000 km2, soit 3 % des terres émergées. Dans l'hémisphère austral, les tourbières pauvres en sels minéraux prennent toutefois rarement la forme de tourbières à sphaignes : on n'en trouve guère qu'en Terre de Feu. Les tourbières tropicales les plus prospères sont celles du sud-est asiatique. Dans la plupart des cas, on ignore pourquoi ces tourbières se propagent, car les sphaignes y sont totalement absentes.

### Tourbières de couverture

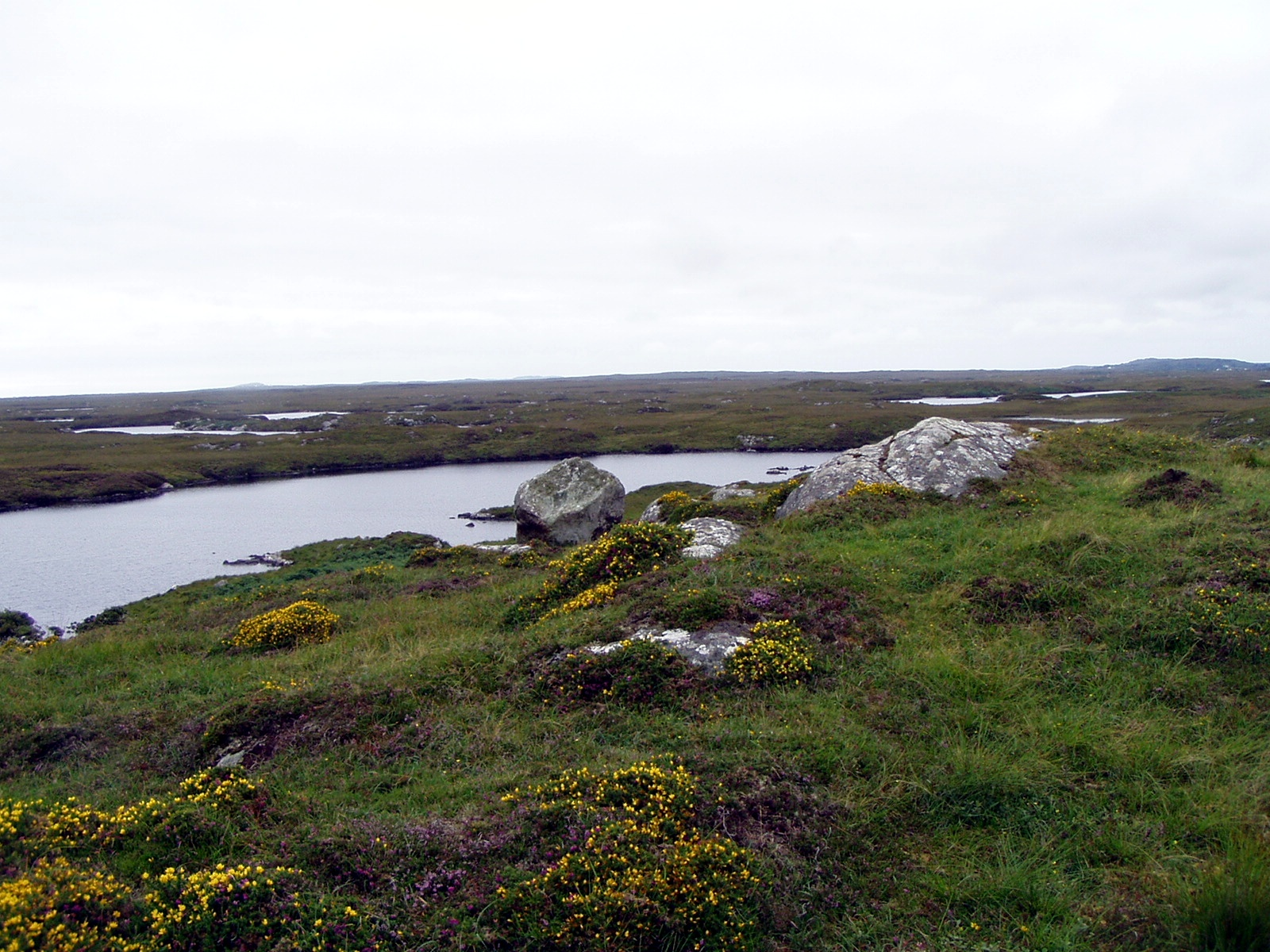
Une tourbière de couverture dans le Connemara (Irlande).

Dans les régions à forte influence océanique, où les précipitations sont intenses et fréquentes (plus de 235 jours par an), il se forme ce que l'on appelle des « tourbières de couverture » (en angl. blanket bog). Ces bancs de tourbe de faible épaisseur, dépourvus de structure superficielle distincte, parsèment en Europe les vallées et collines d’Irlande, d’Écosse, de l’Angleterre et de Norvège. En Amérique du Nord, ces tourbières se rencontrent principalement au Canada, à l'est de la Baie d'Hudson. Elles sont principalement tributaires des eaux minéralisées de la nappe (eau interstitielle). Elles sont absentes au-delà du 65e degré de latitude nord.

### Tourbières de lagune
En raison de leur proximité du littoral, les tourbières de lagune sont aussi couramment appelées tourbières côtières ou tourbières atlantiques : à travers l’aire de répartition des tourbières de couverture, on trouve ici et là ces tourbières, qui présentent à leur partie centrale un môle au relief à peine prononcé. L'aire des tourbières atlantiques d’Europe s'étend d’une part de l’Irlande au Sud-ouest de la Suède en passant par la Norvège méridionale, et vers le Nord de l’Irlande aux Lofoten. En Amérique du Nord, on les trouve dans la région des Grands Lacs (surtout dans le Minnesota et l’Ontario).

### Tourbières de plateau

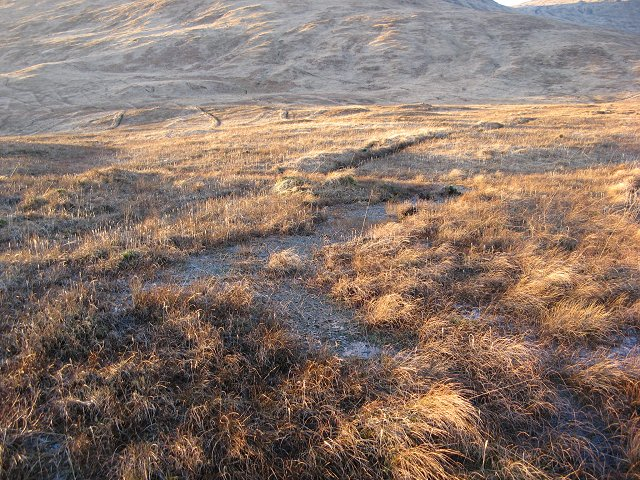
Tourbière d'Arachan (Écosse).

Dans les régions du nord-ouest européen moins influencées par le climat océanique (c'est-à-dire plus sèches), les tourbières ombrotrophes prennent l’aspect lenticulaire caractéristique des tourbières de plateau appelées en Angleterre raised bogs, en Allemagne Hochmoore (« tourbières hautes »). La végétation connaît un cycle plus rapide au centre qu’à la périphérie, ce qui provoque l’exhaussement relatif de la partie centrale ; ce bombement peut même atteindre plusieurs mètres de hauteur. C'est pourquoi les bords de la tourbière, plus ou moins pentus, sont parfois appelés « coteaux ». Ces coteaux sont ravinés par le suintement des eaux du promontoire central.
Parmi les principales caractéristiques structurales de ces tourbières, il y a lieu de signaler le noyau central aplati et dénudé, au microrelief caractéristique, fait d'un entrelacs de ridules (rigoles), alternant avec les mottes de mousse sèche (faciès dit de « mottes et rigoles », cf. photo). Parfois l'eau émerge au centre de la tourbière, formant une mare dont l'eau, riche en acide humique, vient humecter la frange végétale périphérique.
Les véritables mares ombrotrophes de la plaine d'Allemagne du nord présentent une stratification des plus tranchées entre la tourbe sombre (plus profonde, où la décomposition est la plus poussée) et sa couverture de tourbe claire (décomposition partielle). Cette stratification est une conséquence des oscillations de la teneur en eau des différents horizons du milieu : la tourbe claire, lorsque les conditions d'hydratation sont suffisantes, croît plus vite que la tourbe noire. Cette stratification remonte au passage à un climat plus humide, aux précipitations importantes non compensé par le drainage, intervenu vers 1000 à 500 av. J.-Chr. Localement, il s'est produit une différenciation de la tourbe et la formation d'une interface entre horizons clairs et foncés, que l'on ne retrouve toutefois pas dans toutes les tourbières.

### Tourbières de montagne
Dans les régions de montagnes où les précipitations sont abondantes, on trouve entre 600 et 1 500 m d'altitude des tourbières, qui selon la pente du relief présente généralement une asymétrie caractéristique, ou un excentrement de la partie la plus élevée. Toutes les tourbières de montagnes sont, morphologiquement parlant, des tourbières de plateau. Elles se sont formées à partir de tourbières de pentes. Les parties les plus élevées du coteau sont plus abondamment arrosées lors du ruissellement et l'érosion les a aplaties. Les parties de la tourbières en contrebas sont au contraire moins irriguées et plus massives ; le relief y est plus marqué, les versants plus abrupts et le plus souvent, il n'y a pas de fossé périphérique. En revanche, les micro-rigoles et les mottes sont bien présentes.

### Les tourbières à kermis
Les tourbières à kermis ont une forme bombée : leur surface est continuellement en pente depuis les mares périphériques jusqu'au centre. Les kermis sont des môles étirés dont les contours épousent les lignes du relief. Les rigoles d'écoulement, en forme de bateau, sont difficiles à discerner. Les mottes de tourbes sont plus grosses au centre de la tourbière. Dans le nord de la Russie et l’ouest sibérien, les tourbières à kermis forment des complexes tourbeux étendus. On les trouve aussi en Finlande, et dans la partie centrale et septentrionale de la Taïga.

### Les tourbières d'aapa
Les tourbières d'aapa sont aussi parfois appelées « tourbières filamentaires » ou « tourbières cordées ». Le long de la limite septentrionale de la zone subarctique (au nord du 66e degré de latitude de l'hémisphère Nord), les tourbières ombrotrophes ne peuvent plus se former que comme des îlots au milieu de zones humides alimentées par la nappe phréatique. Dans les plaines, leur contour est très irrégulier, tandis que le long des coteaux elles sont parallèles à la ligne de plus grande pente du relief. Les bords de la tourbière se comblent par les dépôts minéralisés. Ils sont désignés par le terme finnois de rimpis. Les tourbières d’aapa se trouvent principalement dans les Alpes scandinaves, la moyenne Finlande, l'isthme de Carélie et le Nord Sibérien. En Amérique du Nord, on les trouve surtout en Alaska grâce au climat continental froid. L'action du gel joue un rôle considérable dans la morphodynamique de ces milieux, qui recèlent des sols gelés jusqu’au plus fort de l’été.

### Tourbières à palses

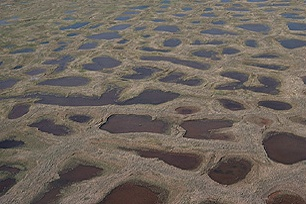
Une tourbière polygonale formée de mares isolés, aux formes polygonales caractéristiques.

Dans les pergélisols arctiques (toundras), les lacis des tourbières d'aapa peuvent former des buttes de tourbe hautes de plusieurs mètres : ces « palses », comme les aapa, prennent fréquemment naissance au milieu des tourbières drainées par l'eau minéralisée. Elles sont en partie cernées par des fosses ou dépressions remplies d'eau. La formation de tourbe est à peine affectée, ces tourbières sont des dépôts de tourbe de l'ère glaciaire et ont été d'abord comprimées par la formation d'une lentille de glace lors du refroidissement du climat. Ces noyaux de glace se sont étendus année après année par les cycles de gel-dégel de l'eau périphérique. Les basses températures empêchent une décomposition complète des matières organiques.

### Tourbières polygonales
Les tourbières polygonales sont courantes dans les plaines arctiques et subarctiques de Sibérie et d'Amérique du Nord, où elles occupent des surfaces considérables. Elles sont une conséquence du pergélisol et des coins de glace. La végétation, sporadique, ne se maintient que dans les franges intérieures de ces pergélisols (cryoturbation) où elle bénéficie, pendant le court été, d'apports d'eau suffisants, car les bords rehaussés des mares polygonales empêchent le ruissellement des eaux de fonte. L'épaisseur de la couche de tourbe y est comprise entre 0,30 et 1 mètre.

## Les tourbières ombrotrophes de l'hémisphère nord
- Asie: les marécages de l’ouest-sibérien recouvrent à eux seuls pratiquement 700 000 km2. Les grandes tourbières de cette région présentent en leur centre un môle dominant de 10 m environ la périphérie. Ce sont très majoritairement des tourbières à kermi, parfois qualifiées de tourbières de couverture. Elles représentent le type de tourbière le plus commun à la surface de la Terre. Le marais de Vassiougan, en Sibérie, est même la plus grande tourbière de la Terre, avec une superficie supérieure à 50 000 km2. On estime ses ressources en tourbe à plus de 14 milliards de tonnes.
- Amérique du Nord: de l’Alaska (à l’ouest) jusqu'aux côtes de l'Atlantique se déroule une vaste région de tourbière d'étendue comparable à celle de l’ouest sibérien. La région des tourbières à palsa et à aapa (tourbières filamentaires) se poursuit par un pays de tourbières en voûte. À l'est de la Baie d'Hudson, les tourbières de couverture prennent le pas sur les versants à influence océanique d'est en ouest. Vers l'ouest, dans la région des grands lacs, elles cèdent la place aux tourbières de plateau et finalement aux tourbières à kermi.

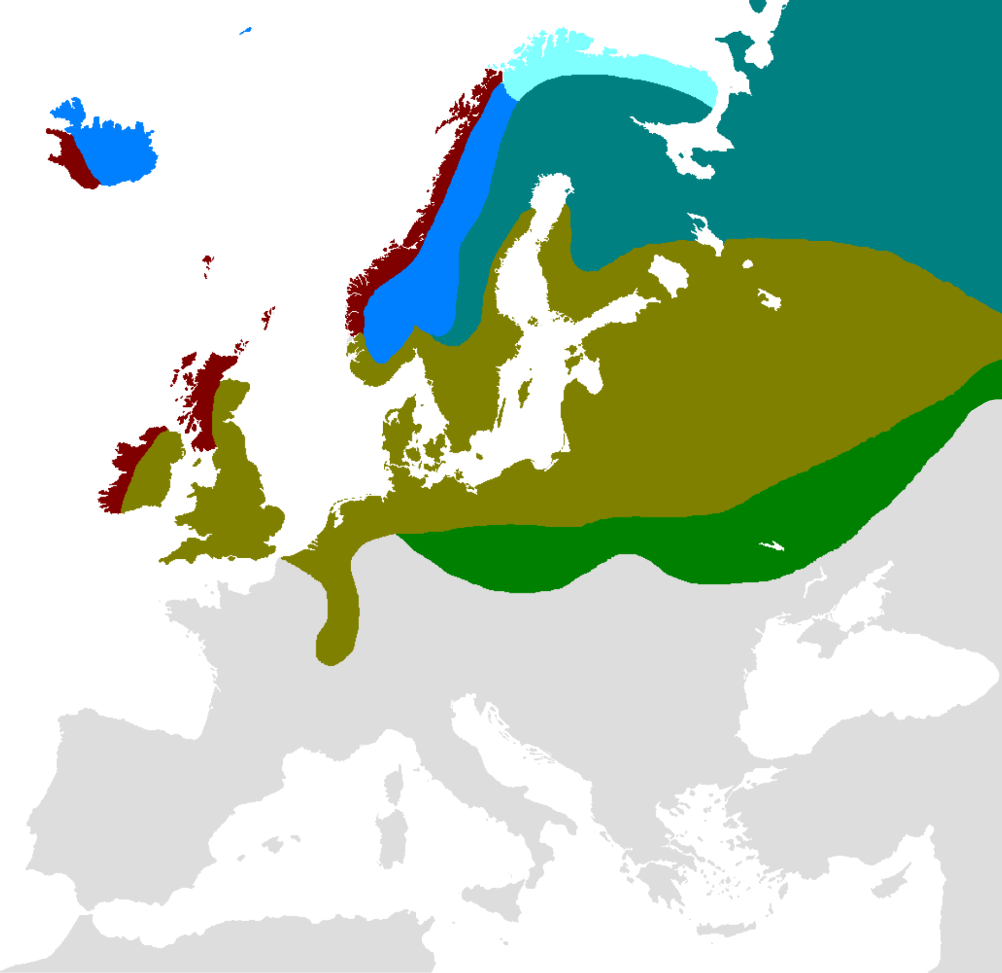
Les tourbières d’Europe (d’après O. Polounine et M. Walters). En cyan, tourbières de palses ; en bleu, tourbières de montagne ; en bleu turquoise, tourbières à aapa ; en kaki, tourbières de plateau ; en carmin, tourbières de couverture ; en vert, tourbières boisées.

- Europe: les principales régions à tourbières ombrotrophes d'Europe centrale sont les côtes méridionales de la mer du Nord et les Préalpes. Comme en Amérique du Nord, les différents types de tourbières se succèdent le long des versants à influence océanique, mais ici du nord-ouest au sud-est. L'exploitation systématique de la tourbe et l'extension des terres cultivées a réduit ces milieux à l’état de vestiges (moins de 10 % de la superficie d'origine). La plus grande tourbière d’Europe centrale était naguère le Marais de Bourtange, qui avec la dépression des Pays-Bas couvrait une superficie d'environ 2 300 km2. Les autres grandes tourbières ombrotrophes sont le Teufelsmoor au nord-est de Brême, le Vehnemoor (disparu par exploitation humaine) et la Dose d’Esterweg (qui couvrait autrefois 80 km2, et est aujourd'hui disparue) entre Oldenburg et Papenburg. Les tourbières du Hartz (Solling), Forêt de Thuringe (Großer Beerberg, Schneekopf - Teufelsbad, Fichtenkopf, Saukopf), des monts des Géants, des monts métallifères, des Fichtelgebirge et du Rhön (Schwarzes Moor, Rotes Moor) sont de superficie nettement plus modeste. Une grande partie du lac Wild (en Forêt-Noire), du Tanet et du nord du Col de la Schlucht (dans les Vosges) ont été déclarées zones protégées. On trouve en outre dans les Préalpes modelées par les dernières glaciations un grand nombre de tourbières. Les tourbières de Wurzach (formant le socle des tourbières du Haidgau) sont considérées comme la région de tourbière la plus étendue et la mieux conservée d'Europe centrale. Parmi les tourbières d'Europe de l’Ouest, citons celles du lac Feder, des Hautes Fagnes à la frontière germano-belge, l’Ewiges Meer près d’Aurich et le Lengener Meer dans les environs de Wiesmoor. Les dernières tourbières baltes sont encore de nos jours exploitées par l'industrie : en 2003, l’Estonie exportait 3 600 000 m3 de tourbe comme produit de jardinage, soit plus de 60 % de sa production agricole. En Lituanie, 60 % des tourbières exploitables sont équipées pour l'extraction quand elles ne sont pas déjà en cours d'exploitation[5].

## Écosystème

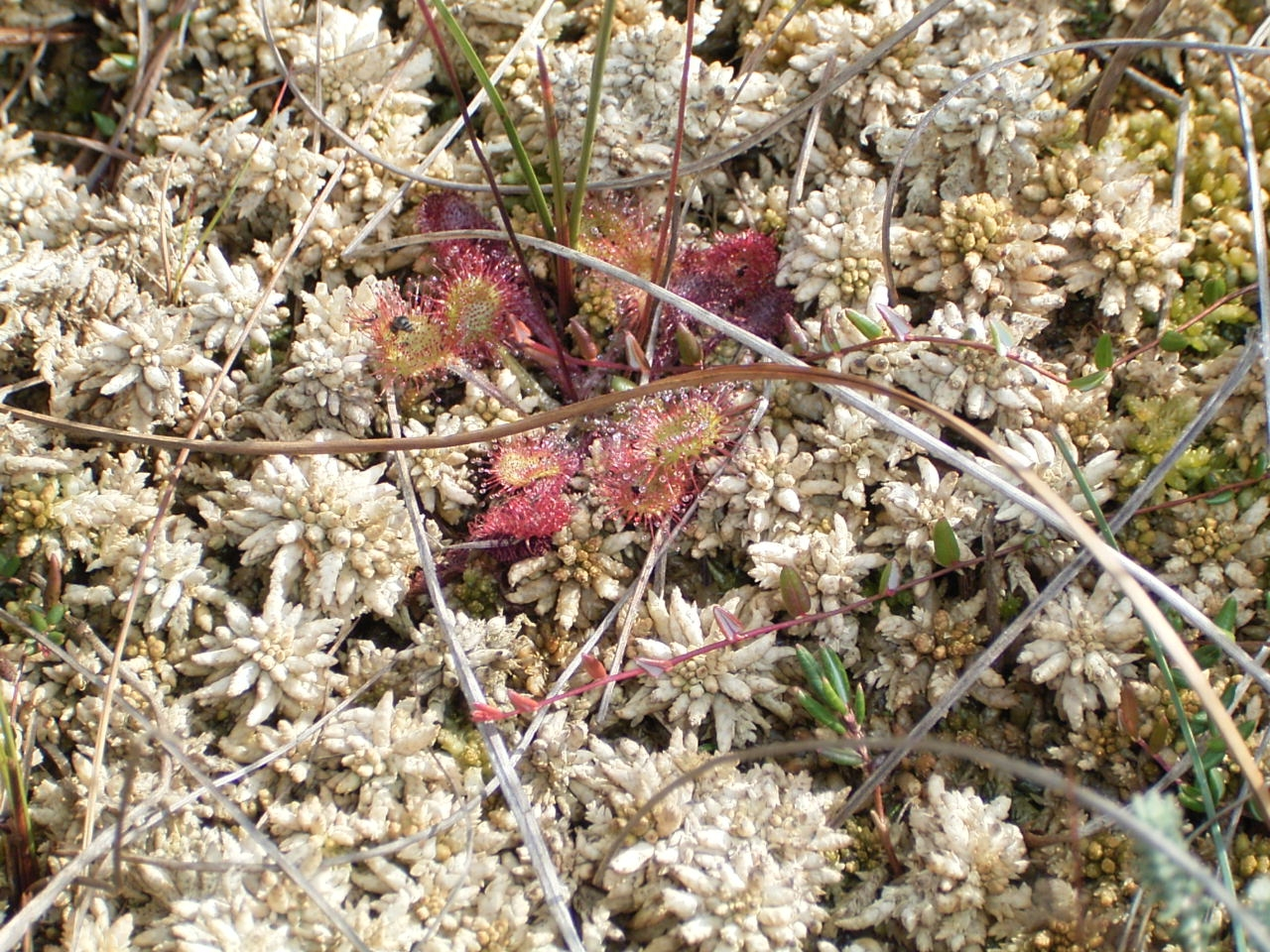
Une touffe de sphaignes avec droséra, et andromède.

Les mares ombrotrophes jouent un rôle particulier dans le cycle des éléments. Leur autonomie les distingue en effet des autres écosystèmes terrestres.
Les tourbières sont des milieux générateurs de matière carbonée : la formation de substances organiques compense largement leur décomposition. Seulement cette production excédentaire de masse organique et son amoncellement sous forme de tourbe n'est possible que dans les endroits particulièrement humides. Avec des apports suffisants en eau, la tourbière connaît une croissance continue. Les couches de tourbes sont le résultat de l’assimilation des mousses qui ont poussé un jour en surface du marécage. Ainsi les tourbières convertissent l’énergie solaire depuis des millénaires : elles constituent d'énormes réservoirs de carbone et d’azote. Les plantes les plus courantes d’une tourbière sont les sphaignes (Sphagnum), qui assurent l'essentiel de la couverture végétale et assurent la croissance du relief de cette zone humide. Les petits végétaux poussent de 1 à 30 cm par an. L'exhaussement du relief de la tourbière, compte tenu du pourrissement des végétaux morts dans les couches inférieures, est de 0,5 à 1 mm par an.

### Rétention d'eau

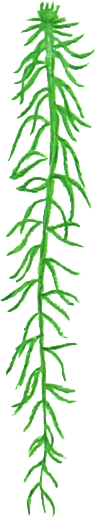
Habitus d'une sphaigne de tourbière.

Les tourbières ombrotrophes sont remarquables par leur capacité de captation et de rétention d'eau. Elles se développent en accumulant l'eau. La teneur en eau d'une tourbe peut atteindre 97 %. Lors d'apports d'eau massifs, une tourbière peut accroître sa capacité de stockage et créer une retenue d'eau en surface. La tourbe gonfle ou se dessèche au gré de l'humidité (phénomène qualifié de respiration, ou d’oscillation) : de par les particularités anatomiques des sphaignes, les tourbières bénéficient ainsi d'un régime hydrique autorégulé. Les touffes drues et serrées des sphaignes dépourvues de racines assurent l'écoulement capillaire de l'eau et contribuent ainsi à maintenir le niveau de la nappe. En complément, les feuilles des sphaignes peuvent grâce à leurs grandes cellules translucides (dites « cellules hyalines ») retenir en eau jusqu'à trente fois leur masse sèche. La formation de touffes accroît ainsi le volume de pores. La capacité accrue de rétention d'eau limite en outre le ruissellement vers l'extérieur de la tourbière lors des précipitations intenses. En période de sécheresse, la capillarité assure la réhydratation des couches inférieures de la tourbière. Lorsque la surface se dessèche, les cellules hyalines se remplissent d'air ce qui leur confère une teinte claire : les rayons solaires sont réfléchis et la déshydratation est limitée.

### Teneur en matières sèches
Les tourbières perchées sont des milieux extrêmement pauvres en sels minéraux (milieux dits « oligotrophes »). Ils sont notoirement anaérobies, alors que l'oxygène est indispensable à la vie végétale. La saturation permanente en eau (conjuguée au manque d'oxygène) entraîne une décomposition incomplète des végétaux. La dégradation complète (poussée jusqu'à la minéralisation) ne peut se produire que dans les strates superficielles de la tourbière (appelée acrotelme, cf. supra), où la présence d'oxygène dissout permet encore à l'activité microbienne de subsister. Les sphaignes peuvent fixer les minéraux en cédant des ions hydrogène H+ (ou protons). La plante, dans cet échange, assure sa croissance par apport de sels minéraux en acidifiant son environnement ; tandis que les sphaignes supportent les contextes acides, leurs concurrents sont exclus. Les tourbières présentent généralement un pH compris entre 3 et 4,8.

### Climat
L'ambiance d'une tourbière haute est plus continentale que le climat local et se distingue par des écarts de températures importants, voire extrêmes, entre le jour et la nuit, mais par une variation faible au long de l'année.
Plus un sol est humide, plus il faut lui apporter de chaleur pour maintenir sa température. La capacité calorifique du sol saturé d’eau d’une tourbière est en effet élevée, alors que la conductivité thermique de la tourbe est faible. Les microorganismes ne s’échauffent donc que très lentement au cours de l’été, mais aussi ils ne se refroidissent que lentement en hiver. Lors des hivers sévères, il peut arriver qu’une tourbière gèle sur plusieurs mètres d’épaisseur. Dans de telles situations, les corps enfouis restent gelés jusqu’au cœur de l’été, car la chaleur du soleil peut à peine pénétrer en profondeur. En juin, la température entre 10 et 20 cm de profondeur oscille entre 0 et 10 °C. Cela implique une floraison tardive. À l’opposé, les tourbières ombrotrophes ne sont touchées l’hiver que tardivement par le froid et même, lorsque les hivers sont cléments, elles sont exemptes de gel et de neige. Comme en cette saison la tourbière jouit d’une température plus douce que l’air ambiant, il n’est pas rare de voir s’élever un brouillard d'évaporation à sa surface.
Avec l’ensoleillement, la tourbe noire en surface s’échauffe rapidement l’été. De par la faible conductivité thermique de la tourbe, qui retarde les fuites thermiques vers les couches inférieures encore froides, on peut observer au cœur de l’été des différences de température jour-nuit extrêmes (jusqu'à 70 °C) lors de nuits sans nuages, où il se produit un gel superficiel. Des écarts de température jour-nuit allant de 4 à 40 °C à la surface en l’espace de 12 heures ne sont pas rares non plus dans les tourbières hautes d’Europe centrale. Des mesures isolées ont rapporté des écarts allant jusqu’à 77 °C dans une tourbière de montagne. Comme la surface d’une tourbière ombrotrophe n'est généralement pas couverte de hautes herbes, l’énergie calorifique peut rayonner sans obstacle vers le ciel la nuit, sans qu’il y ait réalimentation par les couches de sol profondes, comme c’est le cas pour les terres agricoles. Ainsi une nuit sans nuage et un air sec peuvent mener à un gel superficiel même en plein été.
Non seulement les tourbières intactes emmagasinent d'énormes quantités d'eau météorique, mais elles influencent considérablement le climat d'une région. L'air froid et sec se trouve réhydraté et encore un peu plus refroidi par l'évapotranspiration, tandis que les courants d'air chauds et chargés en humidité se déchargent presque automatiquement en averse au passage sur une tourbière ombrotrophe. Les grandes tourbières provoquent ainsi leur propre alimentation en eau. Au regard de la température moyenne, les pays de tourbières ombrotrophes sont en toutes saisons parmi les plus froids. Encore de nos jours, les villes de ces régions sont affectées de nuits « fraiches ».

### Monde vivant
L'extrême carence en sels minéraux, l'ambiance acide et la saturation en eau du milieu ne permettent le développement que d'une flore et d'une faune très spécifiques. En Europe occidentale et centrale ces espèces sont souvent devenues rares et menacées.

#### Flore et végétation

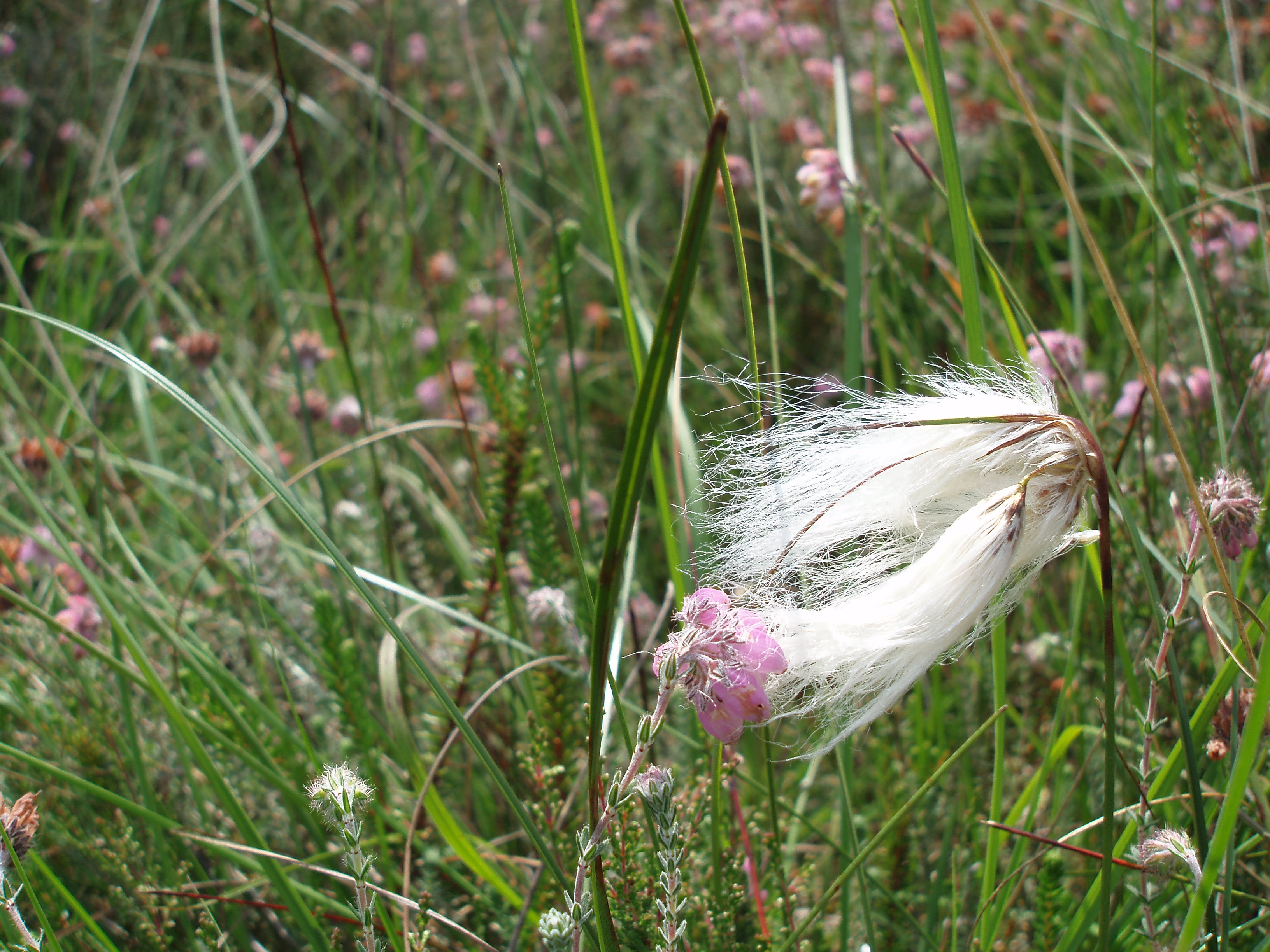
Communauté biotique multicolore de sphaignes (linaigrettes à feuilles étroites) et d’éricacées (Erica tetralix), dans les bruyères de Drenthe, aux Pays-Bas.

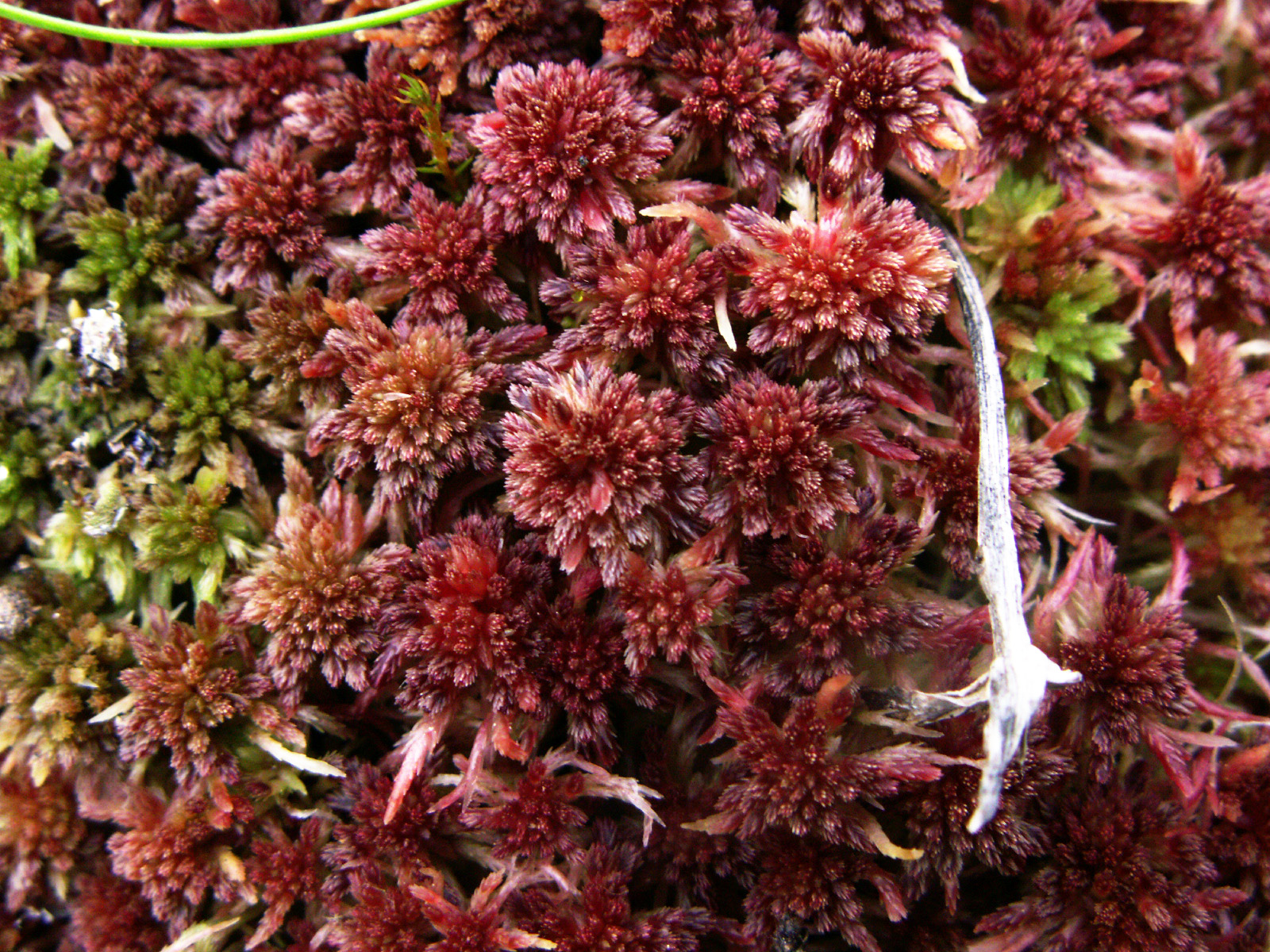
Une touffe de sphaigne rouge (Sphagnum rubellum).

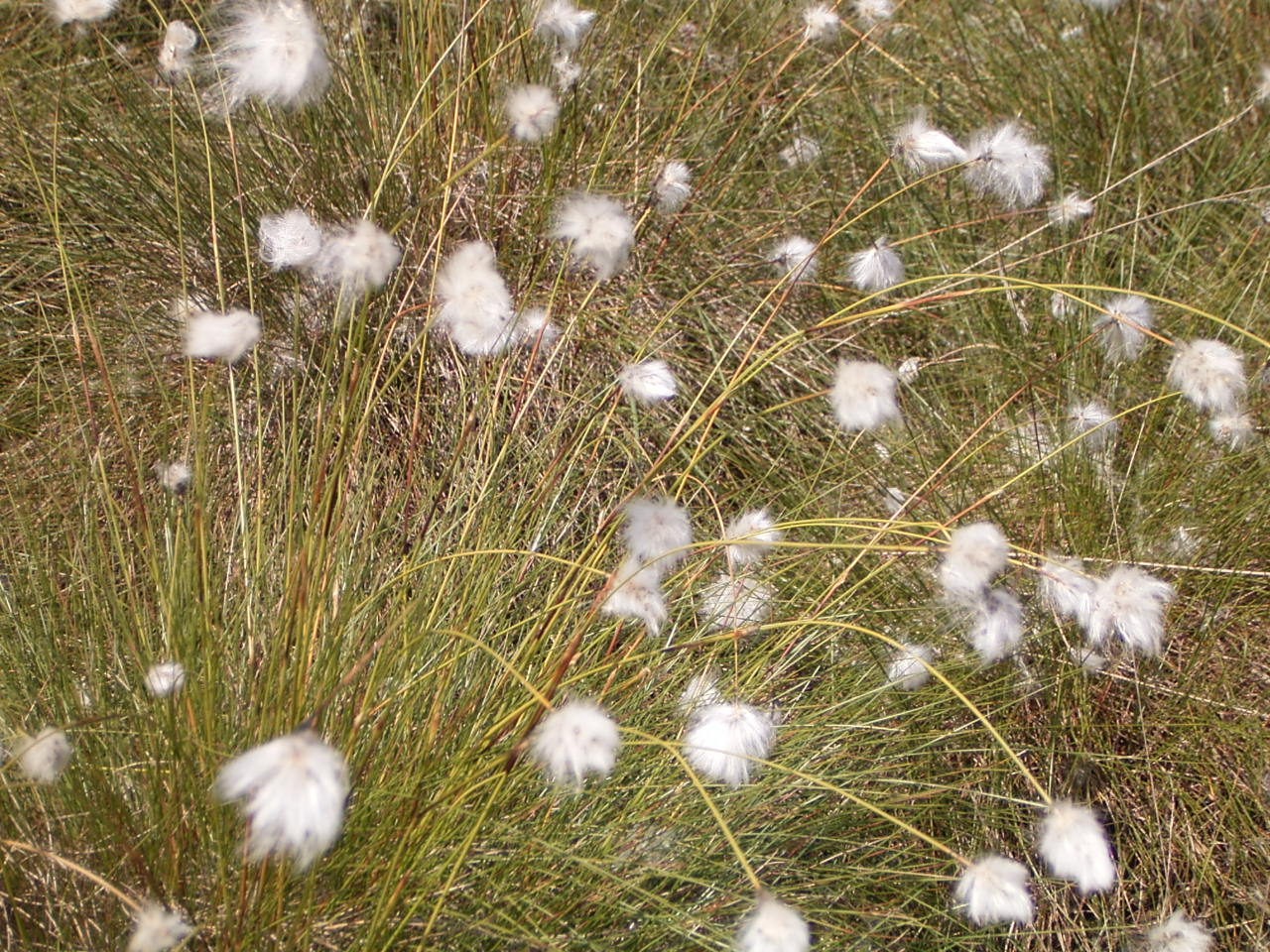
Une fleur de linaigrette (Eriophorum vaginatum), dite aussi « fleur à coton. »

Les plantes adaptées aux conditions extrêmes des tourbières sont des espèces xérophytes spécifiques de ce milieu. Elles ont su développer toute une palette d'outils et de stratagèmes pour survivre et se propager, mais ne peuvent subsister en dehors des tourbières. Le centre des tourbières est en général dépourvu d'arbres.

##### Adaptation de la flore
Les plantes carnivores ont trouvé dans les conditions sévères des tourbières un moyen de subsister : certaines attrapent et digèrent des insectes, ce qui leur apporte l’azote et les sels minéraux utiles à leur croissance. La drosera à feuilles arrondies (Drosera rotundifolia) présente à la surface de ses feuilles arrondies des protubérances terminées par des vésicules rougeâtres ; celles-ci sécrètent une substance poisseuse, qui attire par exemple les fourmis. Les insectes se pendent aux vésicules pour en absorber le suc, mais ils perdent toute capacité de locomotion. Les protubérances de la feuille s'enroulent alors comme des doigts autour de la proie et la plaquent contre la feuille. La feuille secrète alors un suc digestif qui attaque l'exosquelette de la proie. La fleur couvre ainsi ses besoins en composés azotés qu'elle ne trouve pas dans le sol.
La dionée attrape-mouche (Dionaea muscipula) est spécifique des tourbières des Caroline du Nord et du sud, sur la côte est des États-Unis. Elle arbore l'été des poches bariolées, de la taille d'une main, à l'aide desquelles elle attrape insectes et araignées.
La flore des tourbières ombrotrophes est caractérisée par la présence d’arbrisseaux nains, essentiellement des bruyères (Éricacées). On y trouve notamment l’andromède, la bruyère callune (Calluna vulgaris), la bruyère des marais, la canneberge (Vaccinium oxycoccos). Ces arbrisseaux nains forment avec les champignons une mycorhize. Cette symbiose favorise une fixation efficace des rares sels minéraux présents dans le milieu. En outre il est évident que les feuilles de ces plantes, souvent grasses et épaisses, sont recouvertes d'une cuticule aux stomates profondément enfoncés. Ces caractéristiques signalent une adaptation aux milieux arides et aux variations de température extrêmes.
Les plantes carnivores et les sphaignes peuvent développer leurs racines dans les strates des tourbières et pourvoient ainsi à la carence de nutriments par une croissance continue de l'épaisseur de tourbe.

##### Les sphaignes et leurs communautés biotiques
Les végétaux générateurs de tourbe dans les systèmes ombrotrophes sont essentiellement les linaigrettes (variétés trichophorum et eriophorum) et le carex. La linaigrette vaginée (Eriophorum vaginatum) croît par touffes. Une alimentation suffisante en eau conduit à ce qu'elle se couvre d'un duvet cotonneux. Ses feuilles fibreuses forment, par décomposition, une tourbe filamenteuse.
Les sphaignes isolées d'une tourbière haute présentent des besoins en eau très divers. Les emplacements faiblement hydratés sont colonisés par des espèces menues et disparates, de teinte vert-jaunâtre telles la sphaigne dentelée (Sphagnum cuspidatum), Sphagnum balticum ou Sphagnum dusenii. Les espaces saturés en eau sont le siège d'une biocénose de sphaignes vertes (appelée Cuspidato-Scheuchzerietum palustris). Cette association est complétée par la présence de la laîche des tourbières, de la rhynchospore blanche et de joncs plus rares (la Scheuchzérie des marais).
D'autres mousses, notamment la sphaigne de Magellan et la sphaigne rouge, aux couleurs vives, ou la sphaigne brune colonisent au contraire les secteurs desséchés et les points hauts du microrelief. Avec d'autres plantes supérieures, comme la canneberge (Vaccinium oxycoccos), l’andromède et la fausse bruyère (Calluna vulgaris), elles composent la flore multicolore des tourbières. La communauté biotique de ces quatre espèces est de loin la plus répandue des tourbières. Dans les plaines de climat océanique, une variété de bruyère des marais (Erico-Sphagnetum magellanici) est le principal facteur de tourbe. La bruyère des marais et la narthécie des marais (Narthecium ossifragum) sont caractéristiques des tourbières des zones océaniques à subocéaniques. Dans la plaine orientale, ces espèces cèdent la place au lédon des marais (Rhododendron palustre) et de l'Europe centrale à la Scandinavie, à la plaquebière (Rubus chamaemorus) et l’andromède caliculée (Chamaedaphne calyculata). Cette communauté biotique de Ledo-Sphagnetum-magellanici est supplantée par une variété naine de pin sylvestre (Pinus sylvestris). En Europe de l'Est, la sphaigne de Magellan (Sphagnum magellanicum) est supplantée par la sphaigne brune (Sphagnum fuscum). En pays de moyenne montagne s'est développée une variété de sphaignes inféodées à une variété naine de pin des montagnes (Pino mugi-Sphagnetum magellanici). À l’Étage subalpin, entre 1 500 et 2 000 m (Alpes, Monts des Géants, Hautes Tatras), ce sont des joncs spécifiques (Eriophoro-Trichophoretum cespitosi) qui dominent.
Dans les tourbières hautes d’Amérique du Nord, on retrouve les mêmes communautés biotiques qu'en Europe, mais les espèces végétales sont différentes : ainsi le genre lédon est représenté par Ledum groenlandicum, tandis que les linaigrettes les plus courantes sont Eriophorum virginicum et Eriophorum vaginatum var. spissum. Les chamæphytes d'Amérique du Nord comportent les espèces Gaylussacia, Gaultheria et kalmia. Dans le nord de l'Asie, le pin de Sibérie (Pinus sibirica) domine sur les hauts plateaux. Parmi les herbes, on trouve Sphagnum dusenii et Sphagnum balticum en association avec la scheuchzérie des marais et la laîche des bourbiers. Les tourbières de la Terre de Feu persistent jusque sous la zone climatique et florale antarctique. Là, les tourbières sont principalement formées par la sphaigne de Magellan et les bruyères Pernettya pumila. Ces dernières s'associent au hêtre de l'Antarctique et à la camarine pourpre. Les fleurs à coton du genre linaigrette le cèdent ici aux roseaux Tetronium magellanicum.

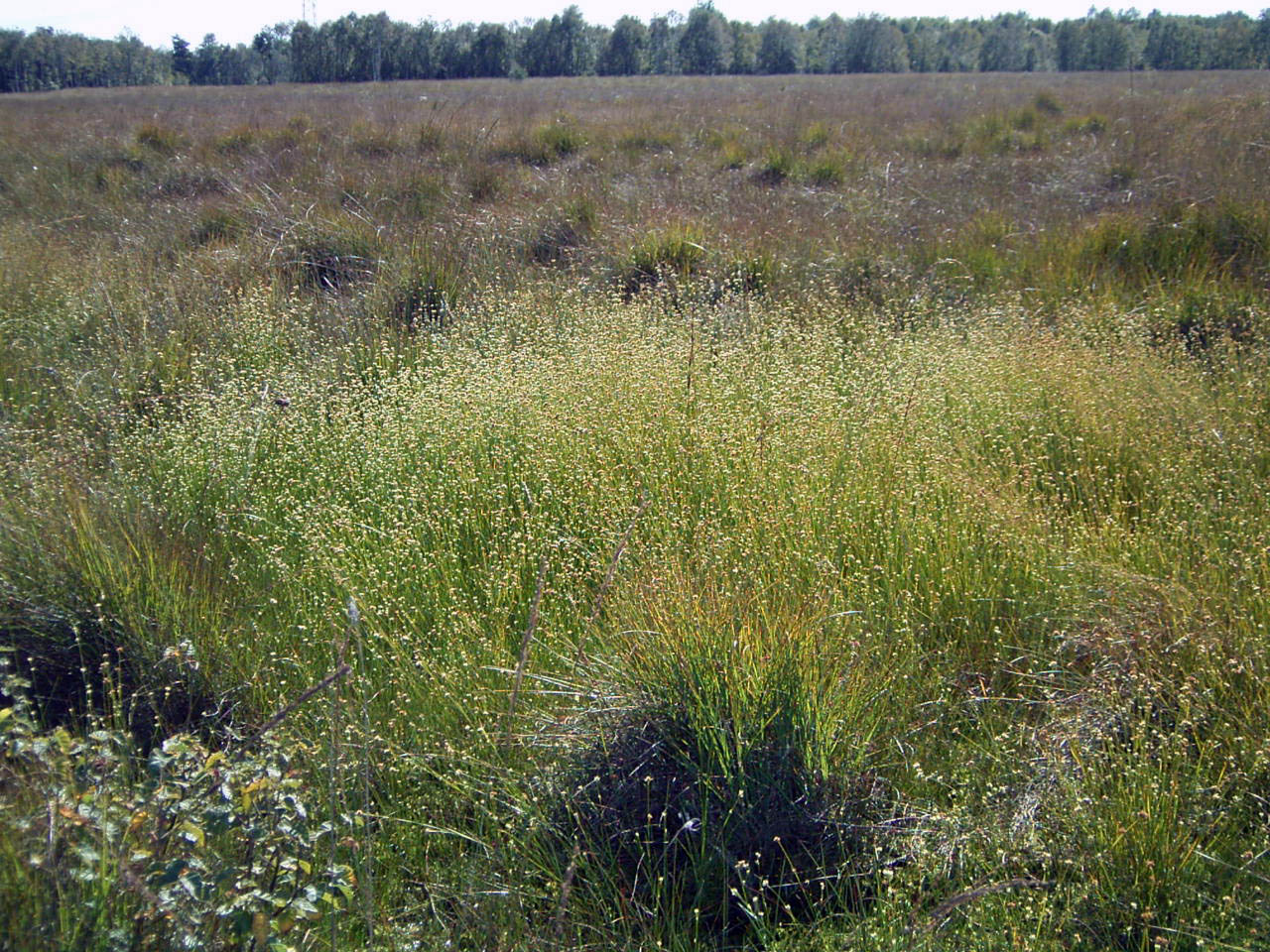
Touffes de Rhynchospore blanche
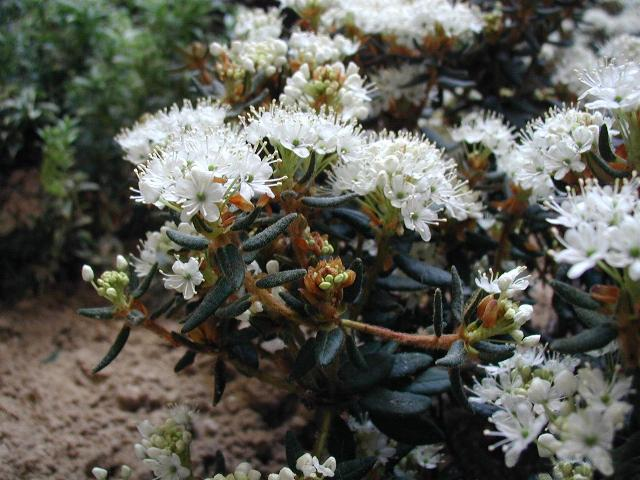
Gros plan sur le lédon des marais
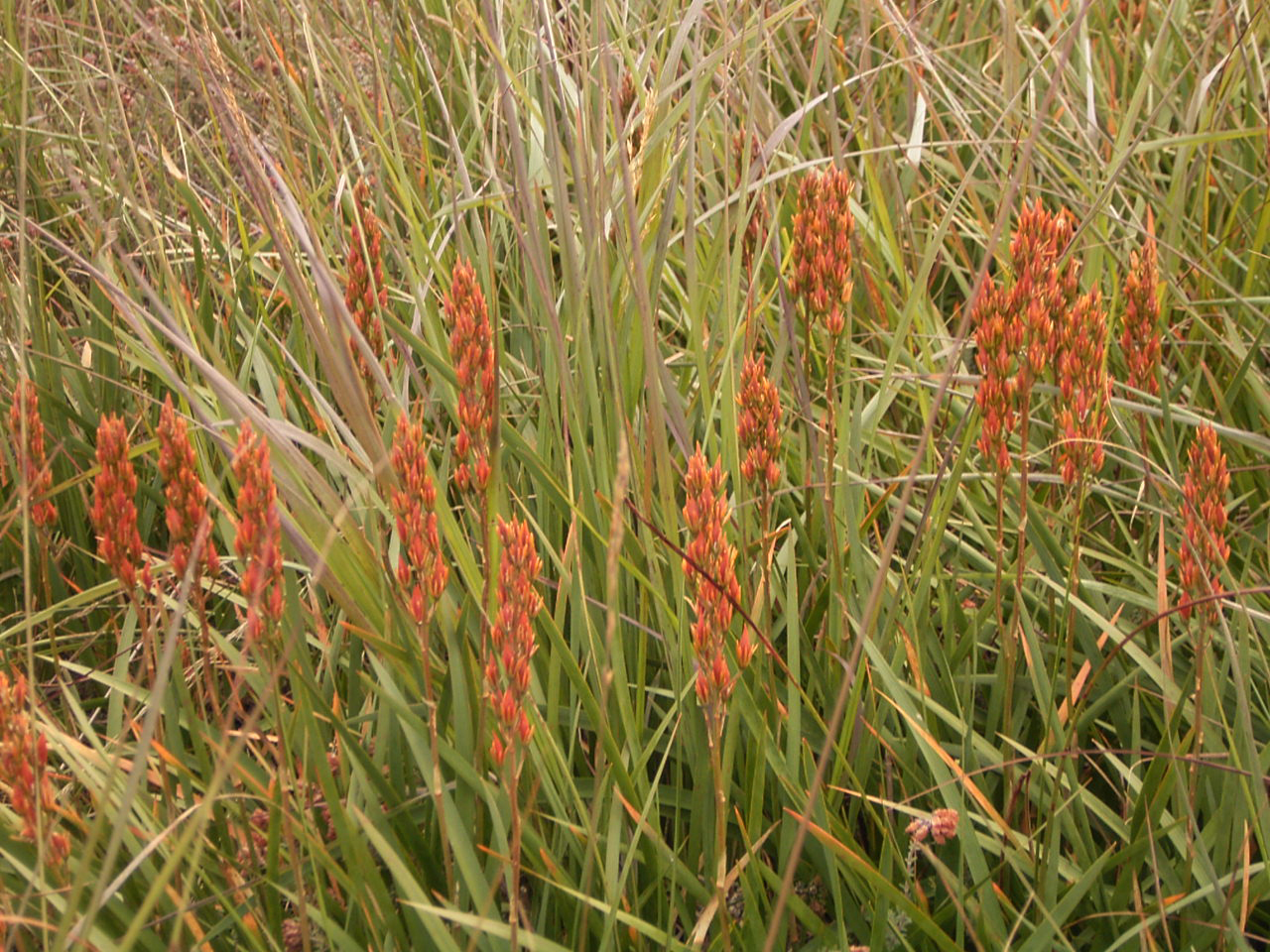
Floraison de la narthécie des marais
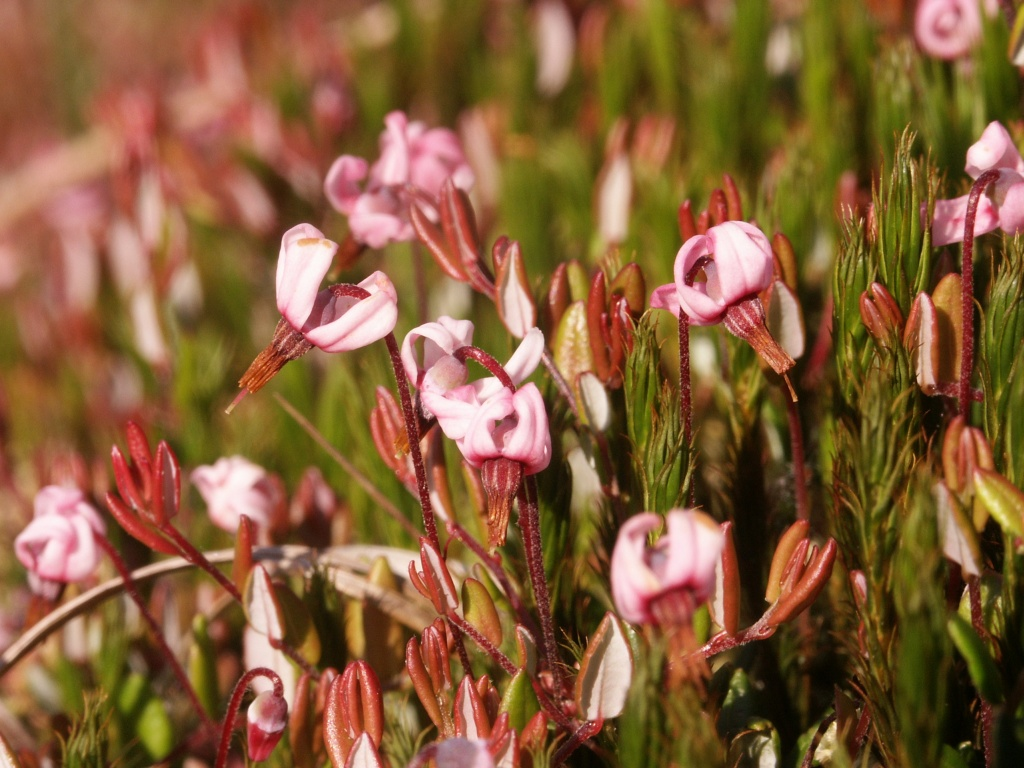
Fleurs de canneberge (Vaccinium oxycoccos)

##### Bois et forêts

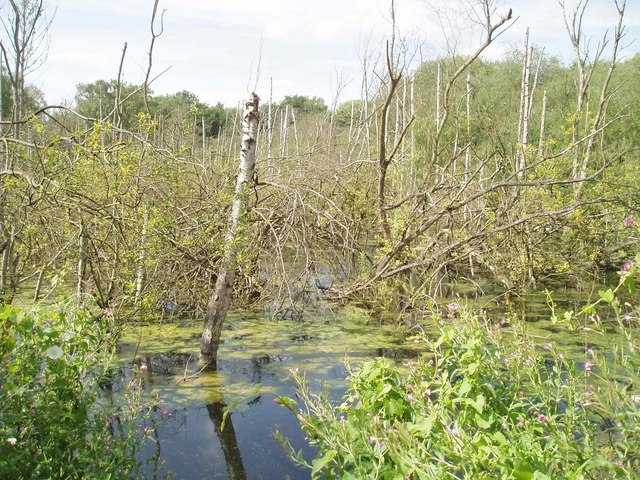
Tourbière d'Oxton.

La flore des tourbières sous climat océanique comprend aussi certains arbres caractéristiques, parmi lesquels le bouleau des marais, les pins et les épicéas. Ils sont effectivement favorisés par le drainage de la périphérie des tourbières et l'accumulation de nutriment au bord des mares. Sur les buttes, on ne trouve que des sujets de petite taille (à cause de la carence en sels minéraux). Le long des fossés, le marnage produit une accumulation de sels minéraux qui fournit aux arbres et végétaux en compétition un socle favorable. Parmi ces compétiteurs, on compte la molinie bleue (Molinia caerulea), redoutée des associations chargées de la reconquête des milieux. Dans les zones de transition sèches et pauvres en sels minéraux des tourbières de climat continental et des tourbières de montagne, il peut se former des ripisylves du genre pinèdes ou des forêts de bouleaux des Carpates. Ce sont le plus souvent des alignements faméliques et clairsemés de pins ou de bouleaux de petite taille, au système racinaire ramifié et lacunaire, entourés d'herbes, de carex et d'arbrisseaux nains, d'un couvert de mousse sporadique où les sphaignes dominent.

#### Faune

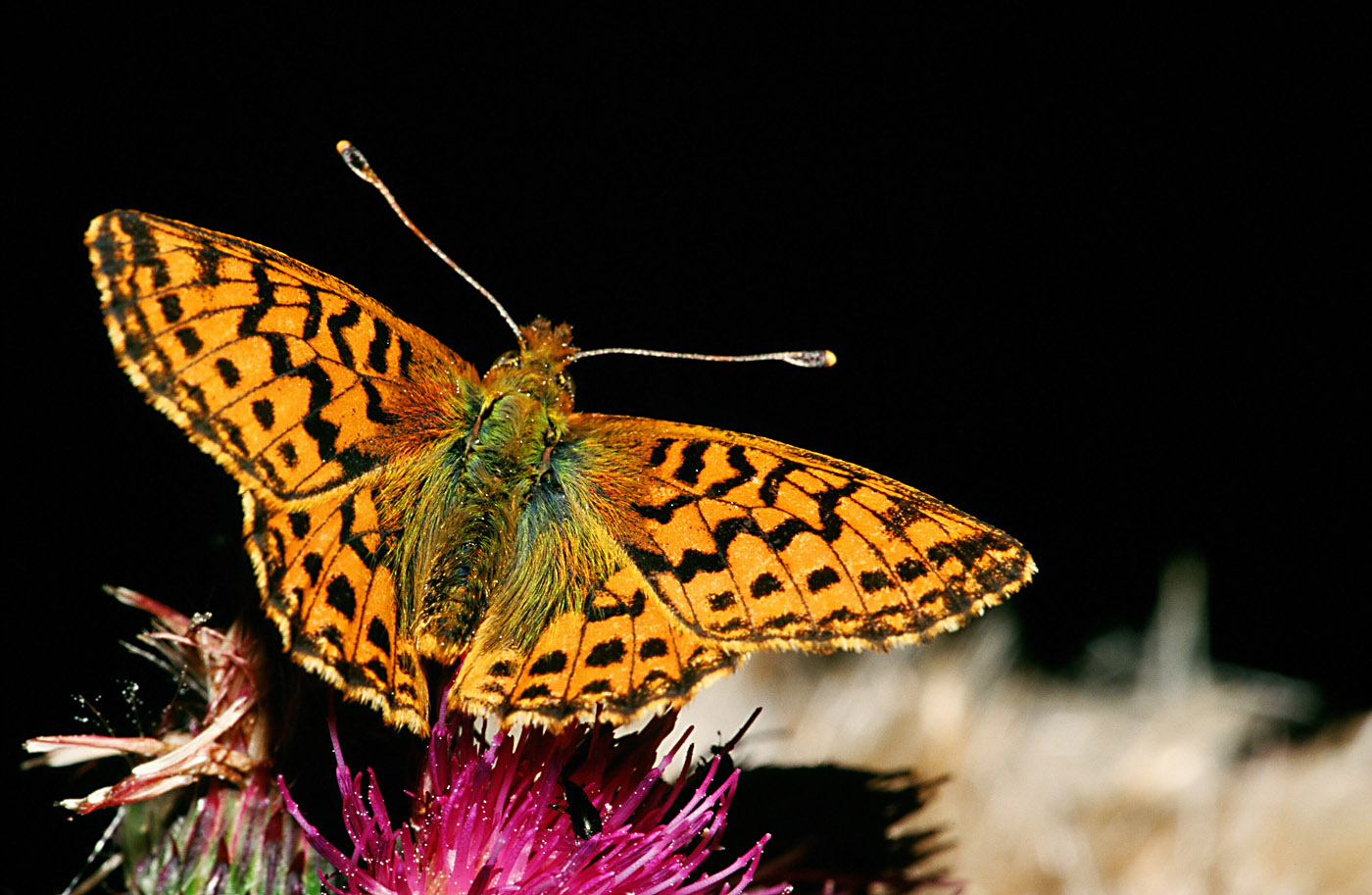
Photo du nacré de la canneberge (Boloria aquilonaris)

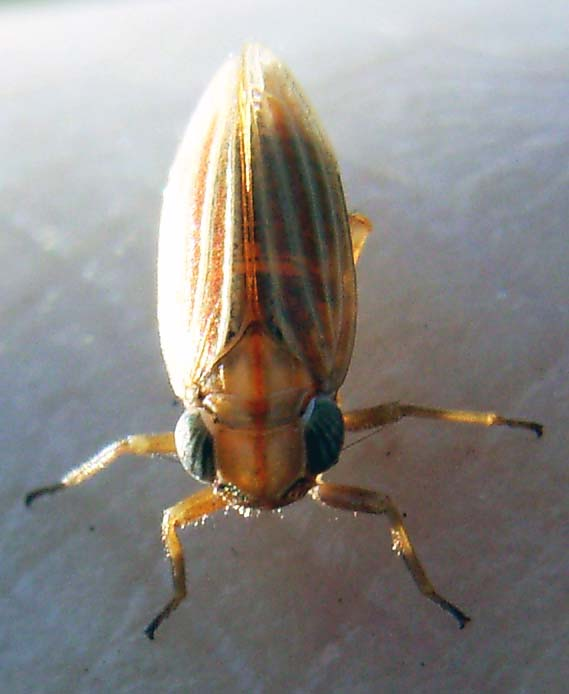
Spécimen femelle d’Ommatidiotus dissimilis. Cette variété de punaise des marais aux ailes courtes, inféodée aux tiges de linaigrette, vit exclusivement dans les tourbières.

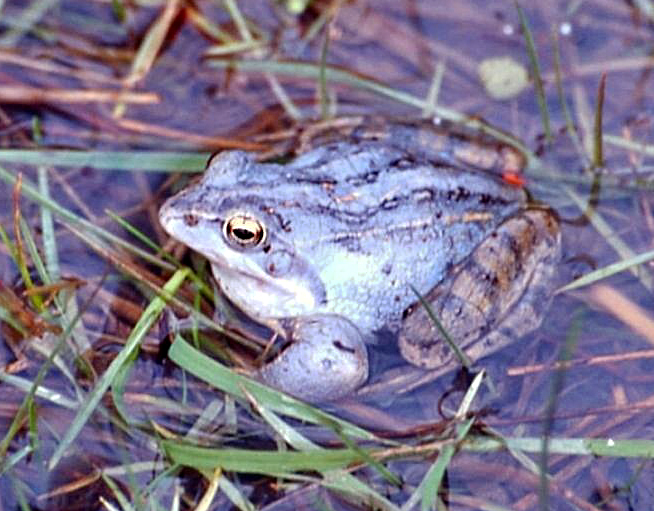
Grenouille des champs mâle de couleur bleue au cours de la période d'accouplement.

Il n'y a que fort peu de groupes d'organismes pouvant se développer au sein d'une tourbière en phase de croissance. Les eaux, trop acides, ne permettent ni la survie des poissons, ni celle d’escargots, de mollusques, de crustacés ou d'autres animaux dont la carapace exige un apport minimum de calcium. Seules des espèces spécifiques parviennent à exister et se reproduire dans des conditions aussi extrêmes. Comme les tiges de sphaignes, la plupart de ces animaux affectent une couleur rouge ou sombre (mélanisme), par adaptation au rayonnement lumineux et aux variations de température extrêmes. Autre caractéristique, la prédominance des espèces naines : beaucoup d'animaux, et particulièrement les insectes, se nourrissent exclusivement de certaines plantes ou familles de plantes des tourbières (mono- ou oligophagie), ce qui en fait des espèces inféodées au milieu.

##### Êtres monocellulaires
Les rhizopodes forment un groupe caractéristique de la faune des tourbières : ce sont des amibes à coquille qui peuvent se déplacer en colonies compactes. La capacité de rétention de leur coquille (appelée « thèque ») fait que leur analyse chimique permet de suivre les conditions écologiques dans la phase de croissance d'une tourbière.

##### Insectes et araignées
L’été, les tourbières se peuplent d'innombrables libellules : les odonates apprécient en effet les zones humides, et les tourbières, qu'elles soient ou non ombrotrophes, ne font pas exception. Certaines espèces sont inféodées aux conditions écologiques des tourbières à tous leurs stades de développement, tandis que d'autres espèces n'y vivent que pendant les premiers stades. L’æschne subarctique est active de juillet à septembre et ne se trouve que dans les graminées de tourbières. Les mâles s'observent le plus souvent sur les branches d'arbre les après-midis ensoleillés. Ils volent vers les couverts de sphaignes à la recherche des femelles. L'accouplement commence souvent au milieu des herbes et se termine souvent au milieu des fleurs. La femelle pond ses œufs sur les sphaignes.
Le scarabée agonum ericeti est un coléoptère inféodé aux tourbières : on ne le trouve nulle part en dehors des tourbières de transition ou des tourbières hautes. Il vit au milieu des rigoles et des mottes des tourbières actives, et colonise également les tourbière en cours de restauration. Cette espèce ne peut vivre que sur les sols acides et réagit aux moindres variations du milieu.
Le Nacré de la canneberge (boloria aquilonaris) fréquente les tourbières où croît la plante dont se nourrit exclusivement sa chenille : la canneberge (Vaccinum oxycoccos). Parfois la chenille se rabat sur les germes d’andromède (Andromeda polifolia). En Allemagne du Nord, la bruyère (Erica tetralix) est une ressource alimentaire importante pour les chenilles.
Le sous-ordre des punaises compte aussi une large palette d'espèces spécifiques des tourbières, le plus souvent monophages c'est-à-dire au spectre alimentaire très étroit. Ommatidiotus dissimilis est une punaise des marais se nourrissant exclusivement de linaigrette vaginée, une herbe que l'on ne trouve qu'au cœur des tourbières. Des herbacées du genre linaigrette à feuilles étroites (Eriophorum angustifolium) sont privilégiées par la punaise à lèvres blanches (Delphacodes capnodes). Dans la région Weser-Ems, les punaises suceuses de sève (Limotettix atricapillus), dont l'espèce est vraisemblablement éteinte aujourd'hui, se nourrissaient exclusivement de rhynchospore blanche.
Là où insectes et acariens vivent en grand nombre, leurs prédateurs ne sont jamais loin : ils colonisent l'eau, telle la rarissime argyronète, les sphaignes comme l'araignée-loup Pardosa sphagnicola (en danger critique d'extinction en Allemagne) et Pirata insularis (menacée d'extinction), ou enfin la croûte superficielle de tourbe et les brindilles, comme l’épeire alsine ou les dolomèdes des marais. L’Épeire des ponts fréquente essentiellement les franges périphériques de la tourbière.

##### Amphibiens, reptiles et oiseaux
Les amphibiens, en particulier la grenouille des champs, vivent ou nichent dans les tourbières ombrotrophes. Parmi les reptiles on trouve le lézard vivipare (lacerta vivipara) et la vipère péliade (Vipera berus). Cette dernière, lorsqu'elle vit dans les tourbières, affecte fréquemment une couleur noire unie. Les oiseaux adeptes des tourbières dépourvues d'arbres sont les sarcelles, le tétras lyre, le hibou des marais, le courlis cendré, le chevalier sylvain, le pluvier austral et la grue cendrée. Aux franges périphériques de la tourbière, ce sont plutôt la barge à queue noire, le chevalier gambette, l’alouette, le tarier des prés etc. Les oiseaux qui naguère fréquentaient les tourbières, se sont depuis rabattus sur les prairies grasses et les marécages. Avec l'exploitation des tourbières, plusieurs ont régressé et sont menacés d'extinction, lorsqu'ils n'ont pas carrément disparu.

##### Mammifères
Les mammifères ne jouent qu'un rôle secondaire dans l'écosystème de tourbière : le sol fangeux, peu favorable à leur locomotion, leur fait préférer les milieux avoisinants, d'ailleurs plus riches en gibier. Seul le putois s'y hasarde, car il est friand de batraciens.

### Mares asséchées

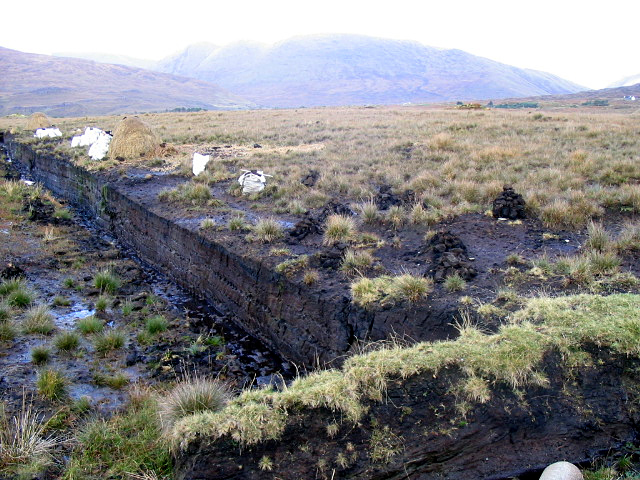
Une tourbière d’Irlande en exploitation.

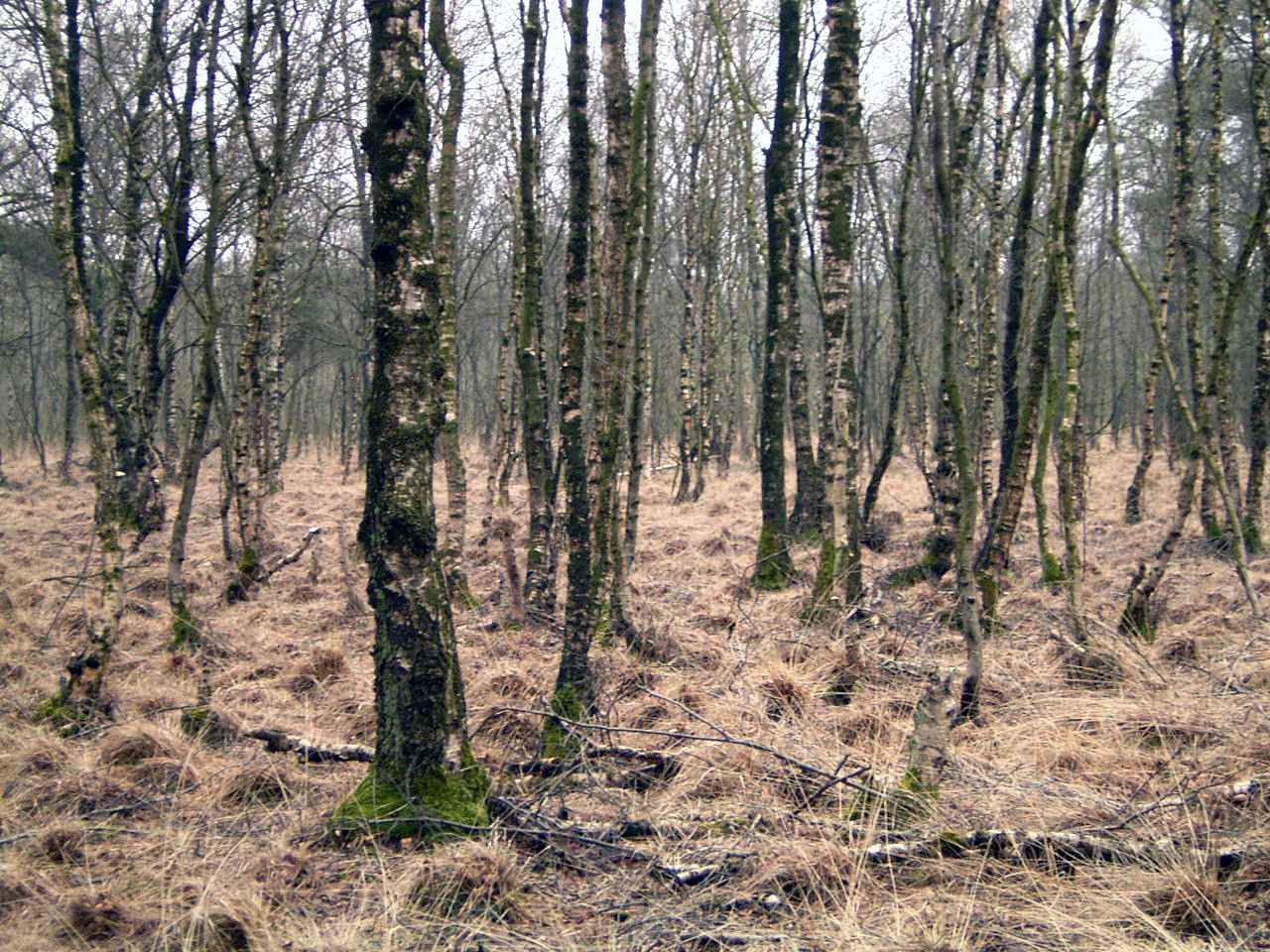
Boulaie occupant une tourbière asséchée.

L'exploitation des tourbières ombrotrophes a toujours été liée à leur assèchement ou du moins le supposait. Lorsqu'une tourbière est sillonnée de fossés de drainage, les conditions du biotope sont profondément altérées et il s’ensuit une interruption complète du processus de genèse de la tourbe. Le niveau de la frange capillaire baisse, les pores internes à la tourbe communiquent entre eux et la surface s'effondre. L'oxygène de l'air pénètre dans les fibres et met en branle le processus de décomposition. La matière organique se minéralise, et les sels minéraux sont dispersés dans l'environnement.
Puis les végétaux avides de sels minéraux colonisent la zone et supplantent les végétaux de tourbière. Au nord-ouest de l'Allemagne, les tourbières asséchées ont cédé la place à d'immenses landes de bruyère (Sphagno-Callunetum). Si l'assèchement se prolonge, des arbres pionniers finissent par prendre racine. La transpiration des arbres accélère l’asséchement de la tourbière. Finalement, une forêt de tourbière prend naissance, composée le plus souvent de bouleaux des marais (Betula pubescens) et de pin sylvestre (Pinus sylvestris). Dans la moyenne montagne d'Europe centrale, le pin sylvestre cède la place au pin des montagnes. Le bouleau des Carpates (Betula pubescens var. glabrata ) se trouve par sujets isolés. La molinie (Molinia cærulea), les myrtilles et les airelles (Vaccinium myrtillus, V. vitis-idea) sont caractéristiques de ces forêts.
La faune est elle-même modifiée. L'enrichissement en sels minéraux et l'exhaussement des couches de sol est propice à une variété d'espèces accrue. Les espèces spécifiques des tourbières ombrotrophes sont affamées. Ces forêts abritent de nombreuses espèces spécifiques, qui ne peuvent survivre au dehors (hémérophobes). C'est pourquoi les tourbières asséchées sont elles-mêmes des milieux très importants pour la protection des espèces.

## Place dans l'environnement
L'importance écologique des tourbières ombrotrophes tient surtout à leur fonction d’habitat d'associations d'espèces de plantes et d'animaux spécifiques. Des espèces anciennes comme le bouleau nain (Betula nana) ont pu survivre au recul des glaciers grâce aux tourbières. Les marais ombrotrophes sont par ailleurs souvent l'ultime refuge d'espèce menacées, qui ne trouvent plus leur place dans un environnement de plus en plus anthropisé. Enfin ce sont des décors paysagers considérables, car ils couvrent des surfaces importantes.

### Fonctions paysagères
Les tourbières tiennent une place à part dans l’Écologie du paysage, de par les conditions d'humidité et de nourriture vues plus haut, et les conditions climatiques propres aux tourbières ombrotrophes. Du point de vue de l’équilibre naturel, elles ont la faculté singulière de stocker les sels minéraux dans les couches de tourbe en les soustrayant au cycle des éléments. La décomposition incomplète de la tourbe permet la fixation du carbone et d'autres éléments. La tourbe et les sphaignes servent de réservoir lors de précipitations intenses et contiennent le ruissellement. Les tourbières ombrotrophes exercent une action certaine sur le climat : leur forte teneur en eau ralentit le réchauffement en période de floraison, ce qui en fait des milieux frais. La tourbe, successivement sèche et saturée en eau au fil des saisons, joue un rôle d’échangeur d'ions ; elle piège dans sa matrice les pesticides et les métaux lourds. Cette fonction de filtre est un atout dans notre environnement de plus en plus contaminé par les activités industrielles et agricoles.

### Intérêt archéologique et scientifique
Enfin, les tourbières ombrotrophes présentent un grand intérêt scientifique du point de vue de la compréhension des écosystèmes et de la connaissance de la Préhistoire et de l'histoire des cultures, dans la mesure où elles constituent des sortes d'archives des couches de végétation successives. Elles doivent cette qualité à la nature abiotique et anaérobie d'un milieu acide et à l'action des acides humiques.
Les pollens sont extraordinairement bien préservés dans la tourbe. L’analyse des pollens permet de reconstituer des surfaces entières de la végétation et des climats passés depuis la dernière glaciation. La recherche des pollen de plantes cultivées donne des indications sur la date des premières colonies humaines d'une région et sur la révolution agricole. En outre, on a retrouvé dans plusieurs tourbières d'Europe des vestiges de chemins de rondins et près de 600 restes humains momifiés, appelés « Hommes des tourbières ». Les tourbières constituent ainsi des archives de l’histoire matérielle depuis la dernière glaciation (cf. archéologie subaquatique).

## Les principales menaces

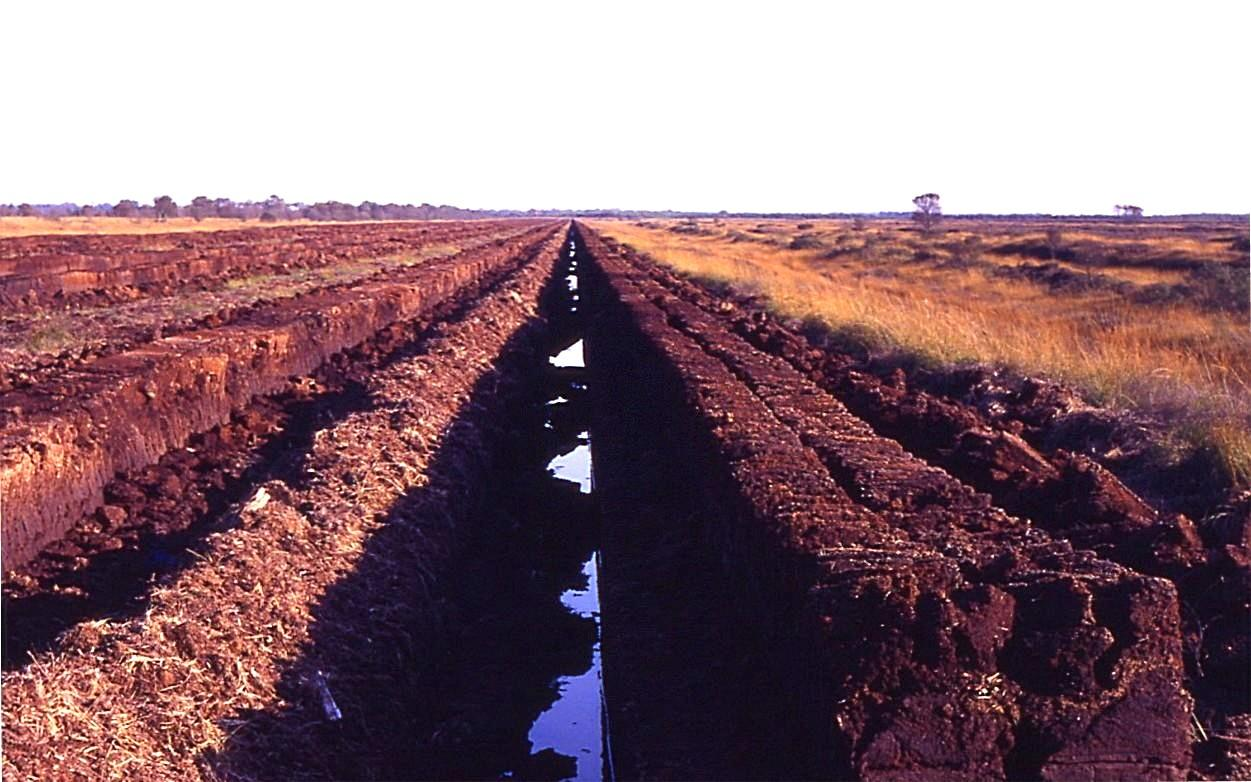
Exploitation de tourbe en Frise orientale.

La plus grande menace pesant sur les tourbières ombrotrophes vient de l’exploitation par l’Homme. L'extraction de tourbe pour fournir du terreau acide aux magasins de jardinage, vendu sous le nom de « terre de bruyère », représente aujourd'hui l'une des causes les plus importantes de cette exploitation. Les réserves de tourbe d'Europe Centrale sont pratiquement épuisées : c'est pourquoi on importe de plus en plus la tourbe de l'ouest sibérien et du Canada, ce qui menace les vastes tourbières, encore majoritairement actives, de ces contrées.
Dans le sud du Québec, la culture de canneberges à gros fruits (Vaccinium macrocarpon) est une menace importante aux tourbières ombrotrophes.
La disparition des tourbières par défrichement, c'est-à-dire l'extension des parcelles cultivables, n'est plus aujourd'hui qu'un problème secondaire. Le maraîchage intensif et la culture de sols à tourbe exigent, du fait des propriétés physiques évolutives du support (affaissement et perte de volume) un labourage soigné et l’emploi intensif d'engrais, ce qui en rend l'exploitation non-rentable.
Les effets indirects comme le relargage de sels minéraux par les engrais et pesticides agricoles, ainsi que les sels piégés dans l'eau de pluie par les fumées domestiques et industrielles sont davantage à redouter : ils suffisent à dénaturer les tourbières ombrotrophes et même à les faire disparaître.

## Conséquences de l'exploitation des tourbières
Outre les modifications de faune et de flore qu'entraîne l'assèchement des tourbières et les extinctions qui en sont le corollaire, d'autres conséquences, aussi bien régionales que globales, sont à redouter. Tout drainage implique une aération de la tourbe, qui enclenche un processus de pourrissement accéléré, appelé par abus « oxydation ». Ce processus interrompt le fonctionnement de la tourbière en tant que réservoir de matière organique (cf supra). Les végétaux morts, qui jusque-là étaient préservés par l'absence d'oxygène et de micro-organismes, rejoignent le cycle du carbone. Par exemple, l’azote stocké depuis des milliers d'années sous forme d’ammoniac (NH3), d’azote moléculaire (N2), d’oxydes d’azote (NOx) et de dioxyde d'azote (N2O) est libéré dans l’atmosphère. Les nitrates (NO3−) libérés se retrouvent solvatés dans l'eau et contaminent à terme la nappe et les sources. Le protoxyde d'azote, plus connu comme le « gaz hilarant », agit sur le réchauffement climatique, car en détruisant la couche d'ozone il contribue à l'effet de serre. Ces effets se trouvent encore amplifiés par la libération de gaz carbonique. Même le phosphore est libéré et relargué sous forme de phosphate (PO43−) dans les cours d'eau voisins et contribue à leur eutrophisation.

## Mesures de protection

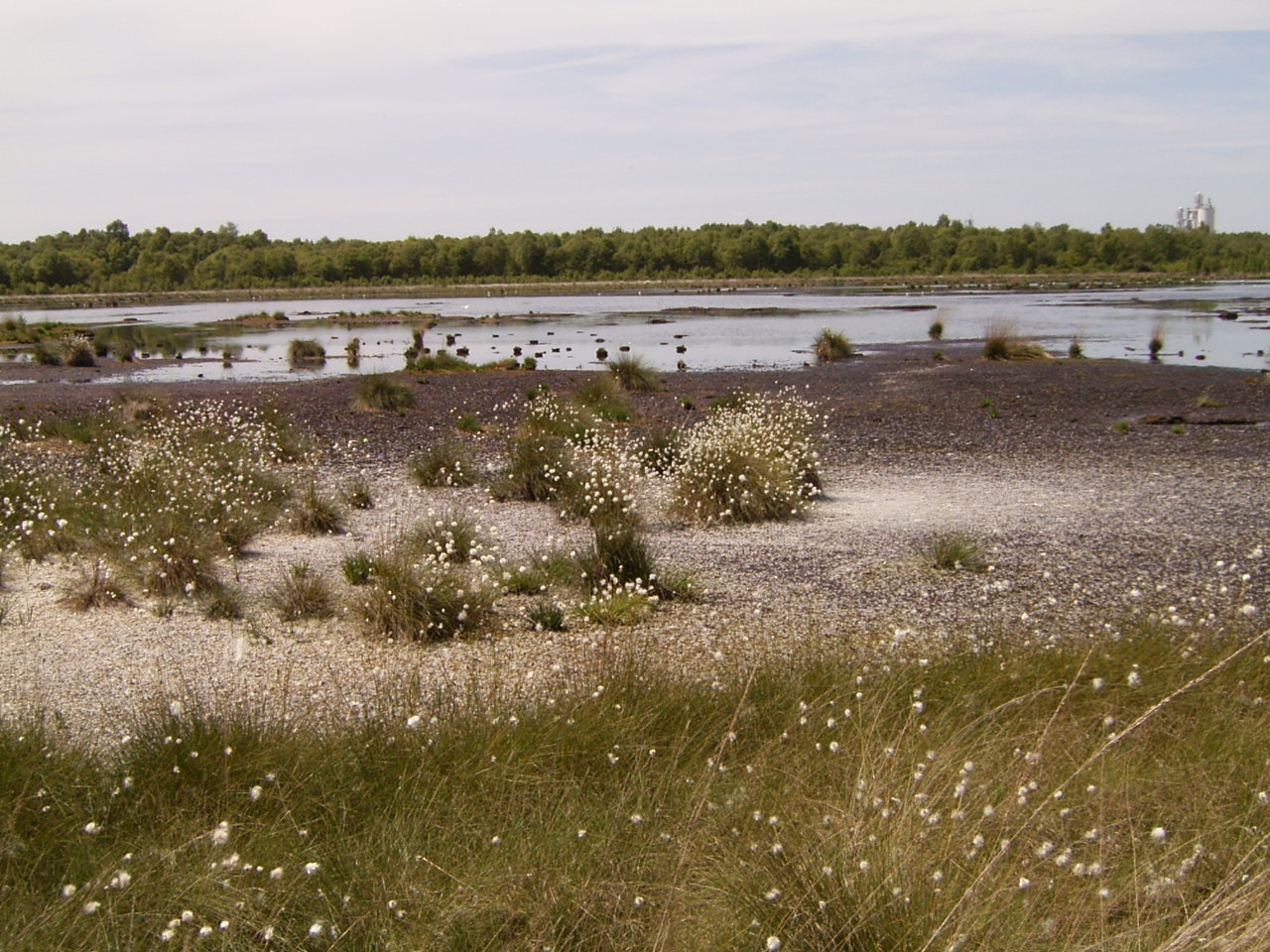
Touffes sporadiques de linaigrette dans la tourbière restaurée de Goldenstedt.

Ce n'est qu'au cours des dernières décennies qu'on a reconnu l'importance des tourbières en tant qu’habitat. L'idée s'est imposée d'embellir ou du moins de régénérer les tourbières demeurées écologiquement productives. La protection des vestiges de tourbières encore à l'état naturel est d'autant plus urgente que ces milieux, qui ont mis des milliers d'années à se former, ne pourront être reconstitués avant plusieurs générations. Les tourbières au sens large sont aujourd'hui largement des milieux protégés par des accords nationaux et internationaux, contre les tentatives d'assèchement ou d'exploitation ; mais comme les intérêts économiques reviennent souvent au premier plan, les dernières tourbières encore à l'état naturel restent sous une constante menace.
Sur le plan international, la convention de Ramsar s'applique aussi aux tourbières hautes. Cette convention, ratifiée dès février 1976 par l'Allemagne, et en 1986 par la France, proclame la conservation universelle des zones humides. L'Allemagne a à ce jour classé 32 zones humides, représentant une superficie totale de 839 327 ha : en font partie les tourbières de Wollmating (1 286 ha), les Marécages de Diepholz (15 060 ha) et le triangle Elbe-Weser avec les tourbière d'Ahlen. Mais tous les pays sont loin d'avoir ratifié cette convention ou même les principales mesures qu'elle stipule, sans parler de la désignation des zones à classer au patrimoine.
En Europe, les zones de tourbière protégées par la convention de Ramsar sont pour l'instant :
- La région de Limbaži et Valmiera au nord-ouest de la Lettonie avec 5 318 ha ;
- La tourbière de Lielais Pelečāres en Lettonie, 5 331 ha ;
- La réserve protégée de Teiču, avec 19 337 ha la plus grande réserve naturelle de la Lettonie ;
- Čepkelių raistas, réserve naturelle du sud-est de la Lituanie avec 11 212 ha, dont 5 000 ha de tourbière ;
- les tourbières de Thursley et d’Ockley Moore en Angleterre avec 265 ha ;
- Le Waldviertel de Basse-Autriche avec 13 000 ha.

L'application des engagements de la convention de Ramsar-est assurée par plusieurs directives européennes, et notamment en Allemagne par le Loi fédérale de protection de la Nature (Bundesnaturschutzgesetz) et les lois régionales d'application.
Entre-temps, en Basse-Saxe, le Land le plus riche en tourbières d'Allemagne, ce sont 32 000 ha de tourbières ombrotrophes qui ont été classées au titre de la Conservation de la nature (Niedersächsisches Moorschutzprogramm). Toutefois, seuls 3,600 ha sont encore à l'état naturel. À ce jour, 6 000 ha ont été réhydratés. D'ici 2020, les autorités estiment que 20 000 ha devraient avoir été restaurés.
Les négociations sont en cours afin de classer les marais de Vassiougan, en Sibérie occidentale, au patrimoine mondial de l’UNESCO. L'une des missions de l'UNESCO est l'administration du patrimoine mondial de l'Humanité, et elle est confiée au Comité du patrimoine mondial. Le grand marais de Vassiougan, qui est avec une superficie de plus de 5 000 000 ha la plus grande tourbière de la Terre, paraît tout désigné pour ce classement, car il se distingue par des macrostructures qui ne peuvent se développer que sur une tourbière aussi vaste.

## Restauration des tourbières

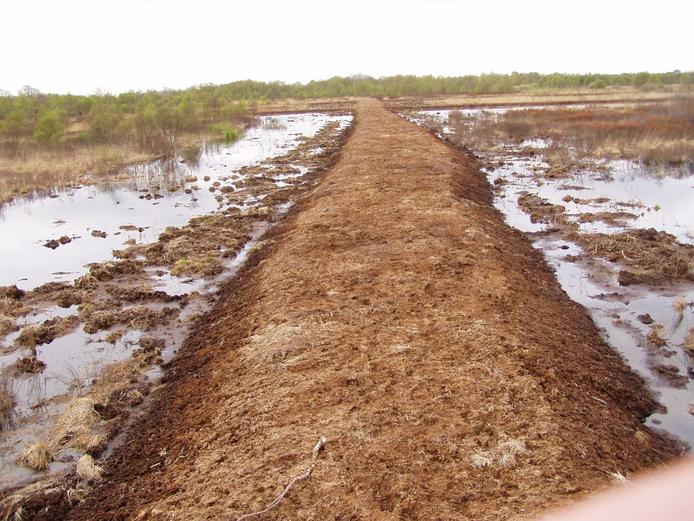
Cet épi artificiel est censé favoriser la restauration d'une micro-tourbière des marécages d’Hahnenknoop, en Allemagne.

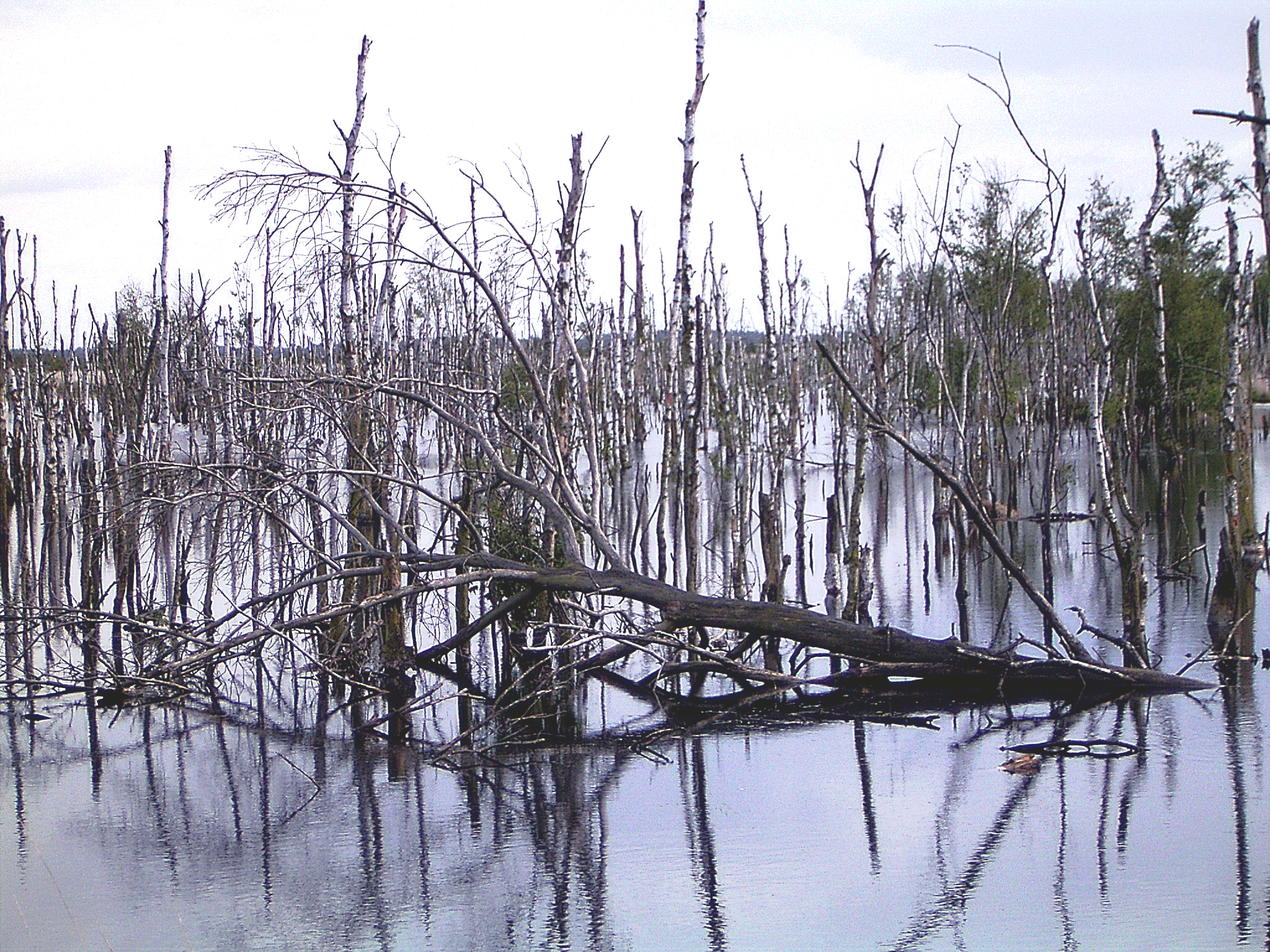
Maintien du niveau de l'eau avec des souches de bouleaux morts.

La réhydratation des tourbières asséchées constitue la première étape, fondamentale, de toute démarche de renaturation. Dans le cas des tourbières ombrotrophes, il est capital de n'y employer qu'une eau pauvre en sels minéraux, c'est-à-dire de l'eau de pluie. On y parvient en formant à l'aide d'épis des fossés de retenue. Il faut en outre éclaircir le couvert arbustif, car les arbres privent le sol de lumière, favorisent l'évaporation de l'humidité et ainsi privent les couches de tourbe d'une partie importante des apports d’eau météorique. La réhydratation prend en principe quelques années. La remontée de la nappe entraîne la disparition des végétaux opportunistes qui avaient pris racines lors de l'assèchement. En l'espace de quelques décennies, la tourbières va retrouver ainsi des conditions de développement proches des conditions naturelles. Les sphaignes devraient se multiplier. L'objectif à long terme (c'est-à-dire au bout de plusieurs siècles) est la régénération complète de l'écosystème : celle-ci se vérifiera au faut que toute l’étendue de la tourbière sera devenue un milieu vivant, avec un cycle actif de production de tourbe.
Même les tourbières partiellement exploitées peuvent, sous certaines conditions, retrouver un équilibre, voire un cycle actif de production de tourbe. Il convient pour cela d'aplanir dans un premier temps les fossés creusés par les tourbiers, du moins là où il subsiste une épaisseur d'au moins 50 cm de tourbe. On aménage ensuite des polders, c'est-à-dire des bassins de récolte d'eau de puie, contenus par des épis de tourbe. Comme pour les tourbières asséchées, le sol va se réhydrater, la tourbière va renaître et si les conditions sont propices, le milieu va se renaturer.
Il est aujourd'hui trop tôt pour pouvoir affirmer qu'on peut remettre en marche un processus de tourbière active, car aucun des projets de renaturation n'est parvenu à un stade suffisamment avancé pour pouvoir en constater les bénéfices ; toutefois plusieurs des démarches entreprises se sont traduites par la réapparition d'une flore de tourbière. Ce sont surtout les agressions contre l'Environnement et la dissémination de sel minéraux dans les eaux de pluie qui perturbent la régénération des tourbières, ainsi que le réchauffement du climat, si toutefois il vient à se confirmer.
Le développement des tourbières se présente ainsi comme un processus en trois étapes de durées différentes, comprenant la réhydratation et la renaturation pour la régénération du milieu :
| Phase 1 | Réhydratation quelques années - court terme   | Les aires exploitées sont rebouchées et aplanies. Sur de grandes étendues de tourbe dénudées, on établit des casiers (polders). Dès qu'un niveau d'eau de pluie suffisant aura été capté, les premières sphaignes et leurs collaborateurs (le plus souvent des linaigrettes) vont coloniser ces casiers. Dans les vestiges de tourbière, il suffit de boucher les fossés de drainage pour interrompre l'assèchement. L'eau de pluie y sera de nouveau piégée. Le maintien du niveau de la nappe suffira à supprimer en peu de temps les espèces invasives. |
| Phase 2 | Renaturation quelques décennies - moyen terme | Elle consiste à rétablir des conditions quasi-naturelles. À l'issue du processus de renaturation, qui prend plusieurs années, le noyau de la tourbière s'est réimbibé, et les sphaignes peuvent de nouveau se propager. |
| Phase 3 | Régénération plusieurs siècles - long terme   | La régénération a réussi si les tourbières réhydratées deviennent un habitat vivant et que le cycle de la tourbe est rétabli. |

## Culture et histoire

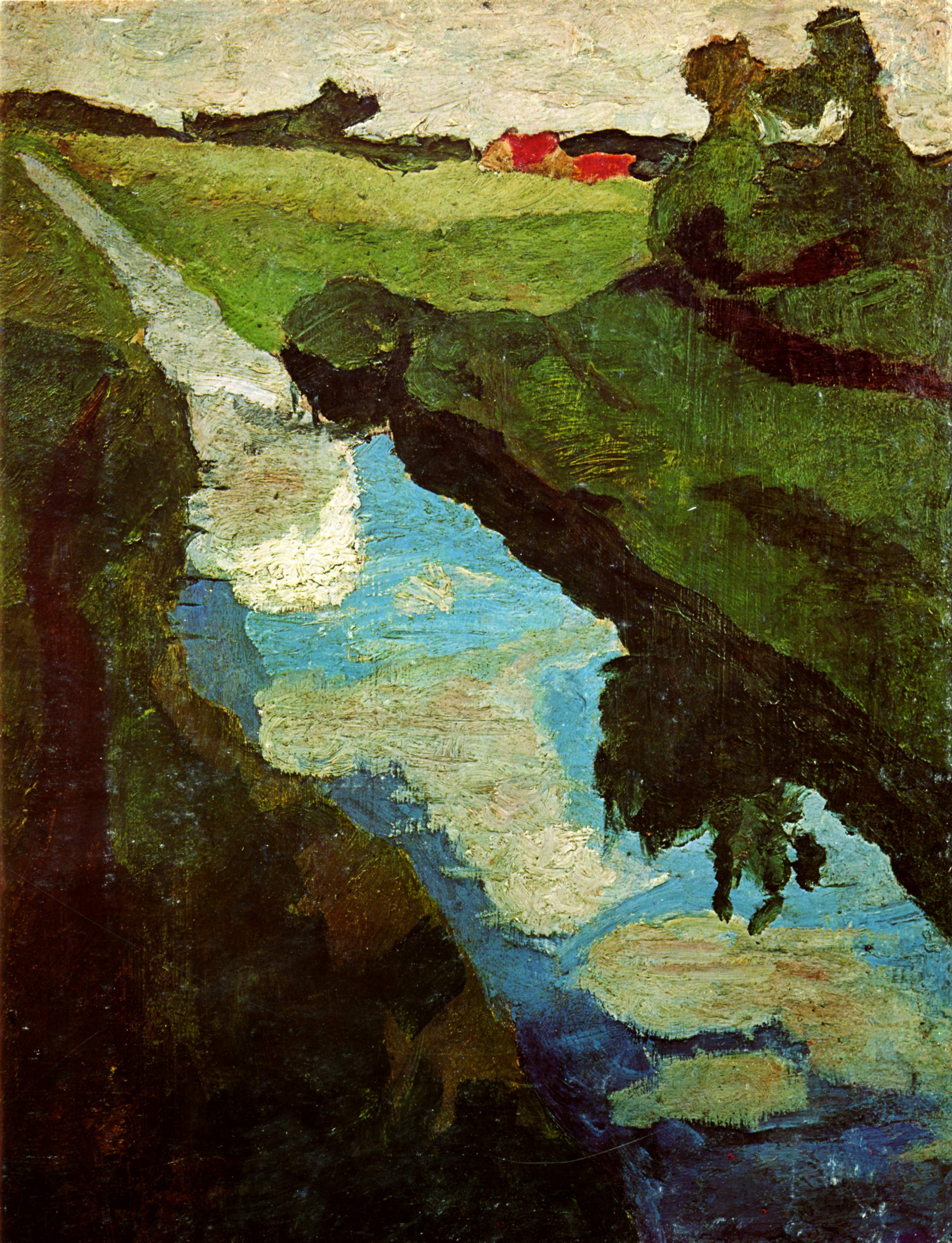
Puits de tourbe, par Paula Modersohn-Becker (entre 1900 et 1902).

La poésie, la littérature et l'iconographie se sont fait l'écho de la perception des tourbières par l'Homme. Toutefois, si la forêt est un thème privilégié pour les artistes, les marécages et tourbières n'ont qu'une place secondaire dans les thèmes de paysage.
La stérilité de ces immenses marais, les rendit hostiles à l'Homme jusqu'à l'aube du XXe siècle. On les a souvent décrits comme des endroits sombres et désolés, rebutants, ensorcelés voire menaçants. C'est pourquoi de temps immémorial il court sur les tourbières des légendes effrayantes, comme celle du monstre Grendel dans l'épopée de Beowulf. Des phénomènes curieux, tels les feux follets, ont accrédité l'idée qu'ils étaient le refuge d'esprits maléfiques. Ces associations d'idées n'ont jamais affecté que les marécages dans l'esprit des hommes.
Les tourbières passaient pour infranchissables : s'y aventurer était téméraire et le risque n'était pas mince de se perdre au milieu des poches d'eau. On croit souvent que l'on risque de se noyer dans une tourbière : en vérité, seuls les abords des poches d'eau et des grands étangs sont dangereux de par leur profondeur et par mauvais temps (brume). Le centre des tourbières vierges est toujours suffisamment ferme pour qu'on puisse y marcher, même par temps de pluie. À toutes les époques, il a fallu à l'homme franchir des tourbières. Lorsqu’elles étaient trop grandes pour être contournées, on posait des chemins de rondins, qui furent plus tard remplacés par des pistes mieux stabilisées. Certainement, il est arrivé que des hommes se perdent dans les tourbières ou s'y noient ; mais les restes momifiés qu'on a retrouvés montrent que ces individus sont presque toujours morts de mort violente, et non par noyade.
À côté des représentations où les tourbières sont couvertes de brume, on trouve des descriptions d'inspiration plus romantique : « […]C'était un paysage de grandeur et de beauté avec l'horreur d'un paysage désolé. » (Der Knabe im Moor)
Avec les débuts de l'exploitation systématique et à grande échelle de la tourbe, les artistes se préoccupèrent davantage des conditions de vie pénibles des premiers ouvriers de la tourbe. Ces paysans pionniers, qui avaient opté pour cette activité avec la perspective de se mettre à leur compte en étant exempté d'impôt et de service militaire, menaient en réalité une vie de labeur. Le proverbe « Au premier la Mort, au second la Misère, au troisième le Pain » (Den Eersten sien Dod, den Tweeten sien Not, den Drütten sien Brod) s'applique aussi bien à toutes les exploitations de tourbe. La difficulté à s'en enfuir destinait les tourbières à l'emploi d’individus déracinés et de prisonniers. Le travail forcé des déportés dans les camps de concentration de l'Emsland est un chapitre sombre de l'histoire allemande, commémoré par le chant de prisonniers « Wir sind die Moorsoldaten. »

### Dans la poésie et en littérature
Rainer Maria Rilke a conté l'âpre vie des paysans occupés à extraire la tourbe.
« Au printemps, lorsque reprend l'extraction de la tourbe, ils se lèvent avec l'aube et, dégouttants d'eau, leurs vêtements noirs de boue assortis à la tourbe par mimétisme, partent pour la journée s'enfoncer dans les puits d'où ils tirent cette terre noire lourde comme du plomb. L’été, pendant qu'ils s'occupent des moissons, la tourbe découpée qu'ils iront vendre en ville par canot ou en carriole, finit de sécher. Sur l'eau noire du chenal, le bateau chargé attend, et puis ils partent, graves comme des croquemorts, pour la ville dans le petit matin. »
Sir Arthur Conan Doyle a campé l'action de son roman Le Chien des Baskerville au milieu de la lande de Dartmoor.

### Peinture de paysage

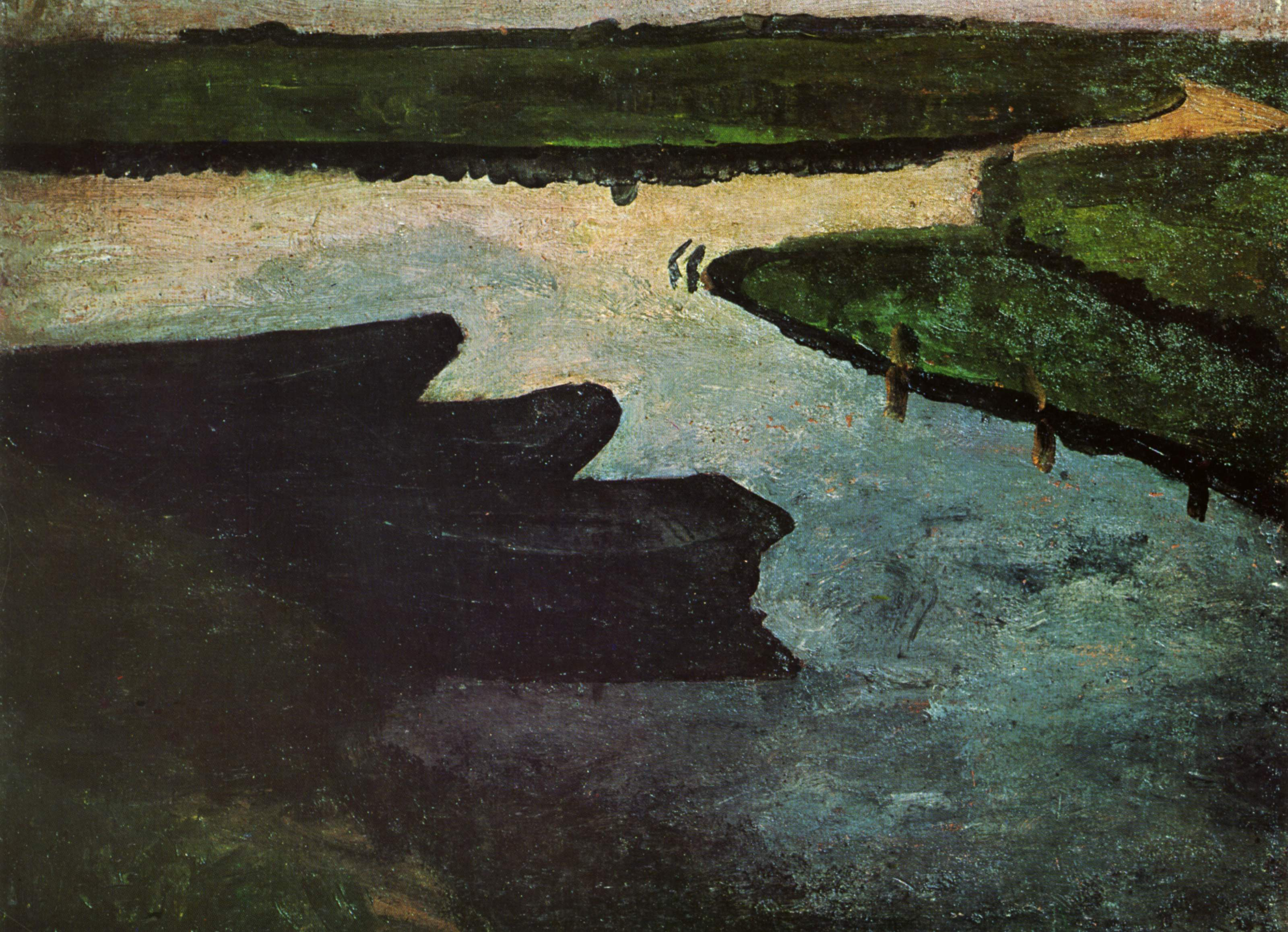
Paula Modersohn-Becker: Fossé de tourbière et canots (vers 1900).

Vers 1900, un petit groupe de peintres s'étaient groupés à Worpswede, un hameau des environs du Teufelsmoor, non loin de Brême, pour former une communauté recherchant, loin des conventions de la peinture académique, un contact direct avec la Nature et pour s’imprégner d'une esthétique nouvelle, inédite. Leur source d’inspiration était l’École française des Impressionnistes. Ces peintres produisirent une série de tableaux qui représentent le paysage déjà fortement anthropisé du nord-ouest de l'Allemagne à cette époque. Parmi les représentants les plus significatifs de cette École de Worpswede, on compte : Heinrich Vogeler, Otto Modersohn, Paula Modersohn-Becker, Hans am Ende, Fritz Mackensen et Fritz Overbeck.
Le tableau de Fritz Overbeck intitulé « La tourbière » (Im Moor, vers 1900) montre une tourbière haute à différents stades d’exploitation. « Promenade en solitaire » (Einsame Fahrt) de Fritz Mackensen, ou Weites Land de Hans Ende représentent des canots sur des étangs de tourbière, et des tourbières converties en prairies. « Tourbière en automne » (Herbst im Moor) de Otto Moderson (1895) offre un aperçu saisissant d’un paysage de tourbière.

### Époque contemporaine
Le 27 août 1933, les détenus du camp de Börgermoor composèrent une chanson, « Les soldats de la tourbe » (Die Moorsoldaten). Elle décrit la condition servile des détenus, contraints d'extraire la tourbe au louchet :
« 1. Wohin auch das Auge blicket,

Moor und Heide nur ringsum.

Vogelsang uns nicht erquicket,

Eichen stehen kahl und krumm.

Refrain : Wir sind die Moorsoldaten

und ziehen mit dem Spaten

ins Moor!

2. Hier in dieser öden Heide […]

3. Graben bei dem Brand der Sonne, […] »